# Старый Оскол

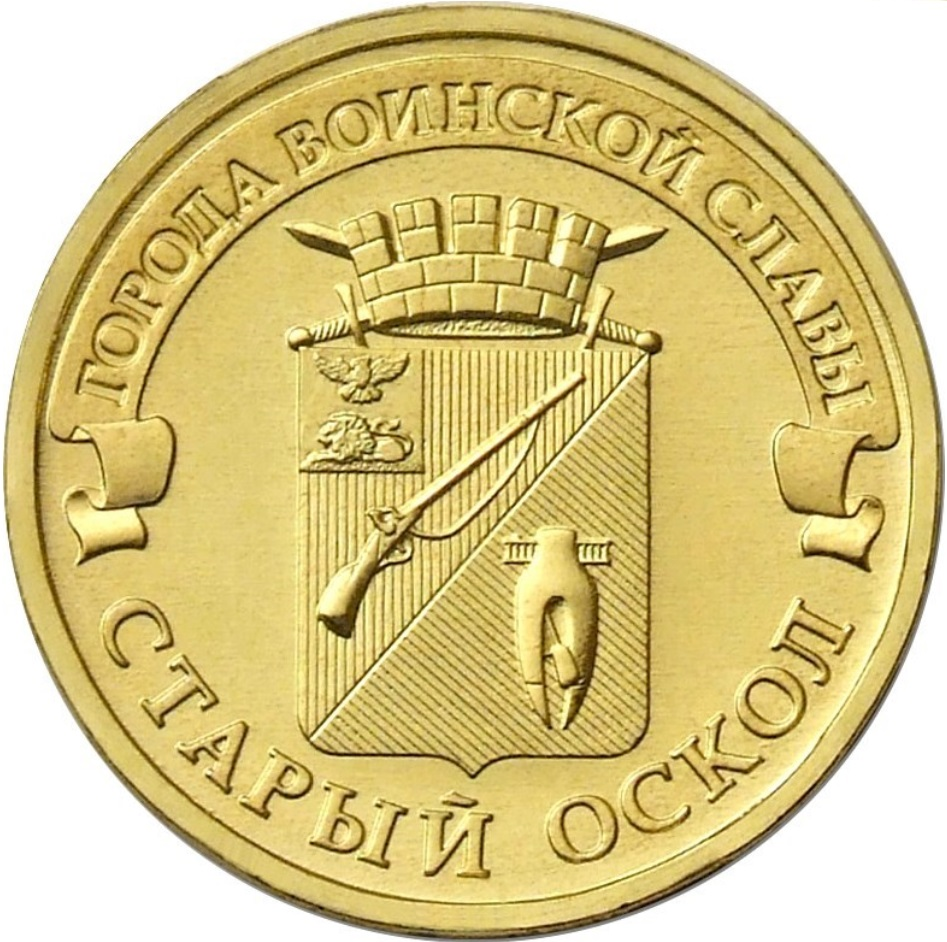
Памятная монета Банка России номиналом 10 рублей (2014) из серии «Города воинской славы»

Ста́рый Оско́л — город в Белгородской области России. Административный центр Старооскольского городского округа. Город воинской славы. Старый Оскол — административный, экономический, промышленный и культурный центр крупной Старооскольско-Губкинской агломерации Центрального Черноземья с населением 400—450 тысяч человек.
Город имеет Красное знамя Курского областного комитета Всесоюзного ленинского коммунистического союза молодёжи, вручённое на вечное хранение старооскольцам за весомый вклад в подготовке Курской битвы и строительства железной дороги Старый Оскол — Ржава за 32 дня.

## Этимология
Основан в 1593 году как город (крепость) Оскол. Название по расположению на реке Оскол. По одной из версий Оскол — «река Осов», где ос — этноним, самоназвание ираноязычного народа аланов, а кол — из тюркского qol — «река, долина». В 1655 году город (крепость в составе Белгородской черты) Царёв-Алексеев располагавшийся ниже по течению реки, получает название Новый Оскол, после чего ранее существовавший Оскол начинает называться Старый Оскол.

## История

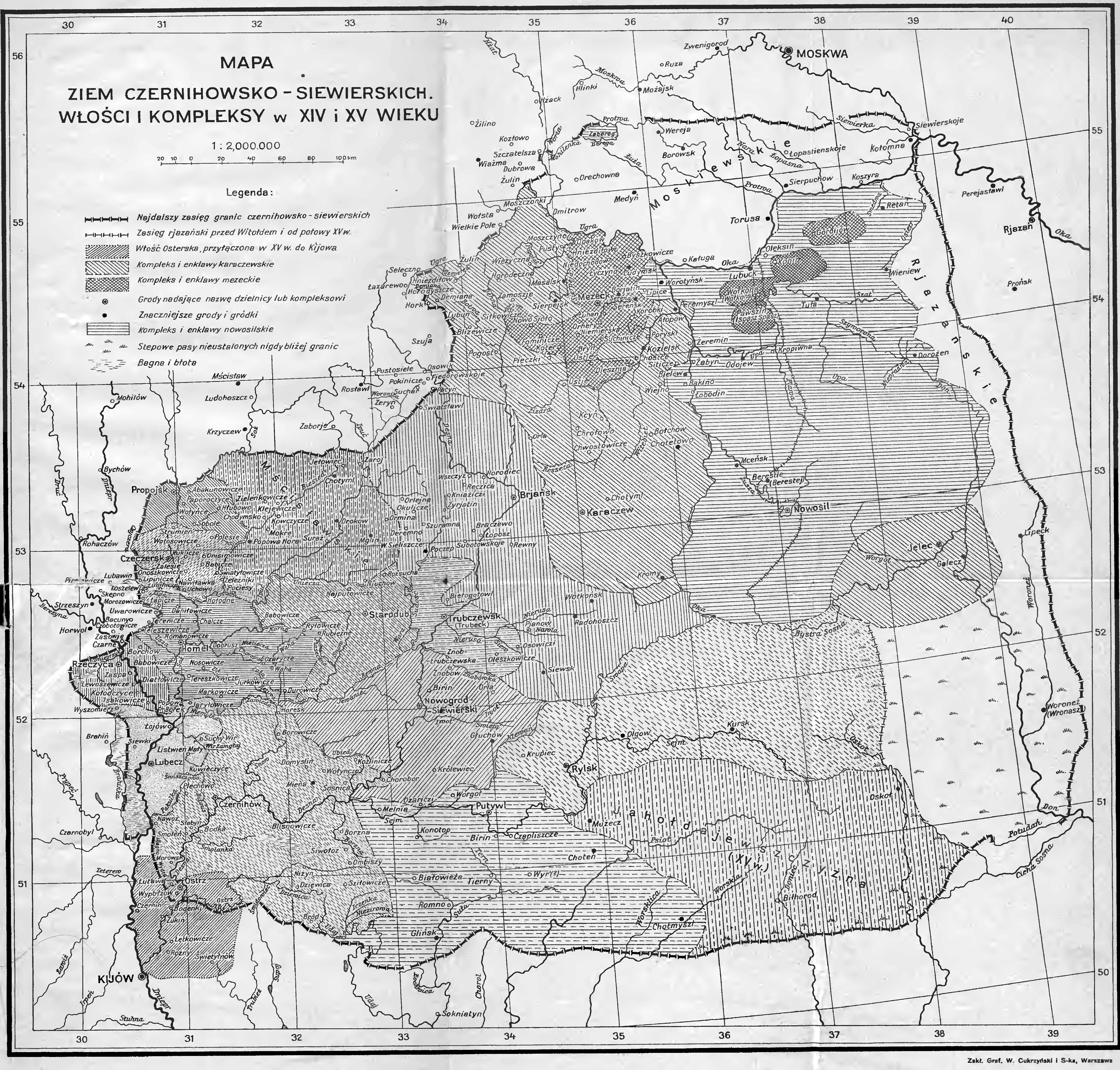
Оскол на карте Чернигово-Северских земель в XV веке (из книги Стефана Кучинского «Чернигово-Северские земли в составе Литвы», изданной в Варшаве в 1936 году)

### Древняя Русь
Первое древнерусское упоминание в летописи об Осколе встречается в Ипатьевской летописи от 1185 года, повествующей о половецком походе князей Игоря и Всеволода (об этом походе также повествуется в Слове о полку Игореве):
«перебреде Донець и тако приида ко Осколу, и жда два дни брата своего Всеволода: тот бяше шел инем путем ис Курьска».
Правда, до конца не ясно, является этот термин гидронимом или топонимом. Так как сама река Оскол имеет длину в 472 км и является слишком растяжимым ориентиром для встречи войск XII века. Историк и археолог С. А. Плетнёва не исключала возможность того, что встреча произошла в районе с. Великий Перевоз (12 км южнее Старого Оскола), так как в районе переправы через реку Оскол нашла значительное число военных предметов эпохи средневековой Руси. В свою очередь однозначно говорить о неком городе и его местоположении некорректно, так как летопись даёт слишком мало информации, но позднейшие источники Золотой Орды и Великого княжества Литовского и Русского дают однозначный ответ о существовании некого города Оскола на берегах одноимённой реки и затем уничтоженного во время Батыева нашествия 1237—1240 гг.

### Орда и Великое княжество Литовское и Русское
Первое упоминание об Осколе как о городе содержится в литовском «Списке городов Свидригайло» от 1432 года. Оскол упоминается в этом списке на 64 месте сразу после Воронежа и Ельца. Также в этом списке упоминаются соседние Курск, Рыльск, Путивль и Милолюбль. Литовские источники дают понять, что Оскол возродился после монголо-татарского разорения во время княжения Витовта (1392—1430) как центр Оскольской волости Путивльского повета Киевской земли в составе Великого княжества Литовского. Вероятнее всего Оскол был отстроен в период между 1387 и 1399 годами так как в «Списке русских городов дальних и ближних» от 1387 он не упоминается, а 12 августа 1399 года войско Витовта было разгромлено в битве на Ворскле ордынцами и дальнейшая колонизация Черноземья была невозможна.
Согласно литовским источникам между 1438 и 1440 годами территорию между реками Оскол, Северский Донец, Сейм и Псел заселяют татары Яголдаевой тьмы, в которую входили города Оскол, Мужеч и Милолюбль. Центром княжества являлось Яголдаево городище, которое ассоциируется с местом современного Старого Оскола согласно публикованной Д. И. Багалеем «Росписи польским дорогам (Времени Фёдора Ивановича)»:
«..Да отъ Ливенъ же до Оскола до Еголдаева городища черезъ Муравскую дорогу и черезъ речку Опоньки езду 2 дни. А отъ Еголдаева городища до Муравской дороги до верхъ Оскола езду верстъ съ 40 а верховье оскольское у Муравской дороги»
Вероятнее всего татарский мурза Яголдай Сараевич, перешедший на службу к литовским князьям и перешедший в православие, переименовал крупнейший город округи — Оскол в свою честь и разместил в нём свою ставку. В пользу этой теории выступает сохранившийся воеводский отчёт Ивана Андреевича Ржевского 1639 года, в центральной части этого города локализуется как «Голдаиво городище». Во всяком случае потомки Яголдая сохраняли контроль над городом до 1494 года, так как дочь Романа Яголдаевича (ум. 1493) и её муж князь Юрий Борисович Вяземский бежали в Москву, опасаясь новой смуты. Чем воспользовались киевские бояре, которые в 1497 году поделили тьму между Дебром Калениковичем, Михаилом Гагиным, Федко Голенчичем и Кунцой Сеньковичем. О чём свидетельствует ответ великого князя литовского Александра от 19 марта 1497 года:
«….поведали, штож дядько жон их, князь Роман Яголдаевич, одну дочку в себе мел, и тая его дочка была за князем Юрьем Борисовичем Вяземским, и князь Роман записал был той дочце своей именья свои отчинные в Путивльском повете — Мужеч, Милолюбль, Оскол, в Киевском — Ядреевцы и Берково…»

Ордынские источники, примерно в это же время, упоминают и Оскол и летописный Хотмыжск в ханских ярлыках в ряду таких городов Киевской Руси, как Киев, Чернигов, Путивль, Курск. Вероятнее всего, Оскол был снова разрушен в первом десятилетии XVI века, во время набегов войск крымского хана или последнего набега Золотой Орды и находился почти век в запустении. Последнее упоминание в ордынских источниках об Осколе содержится в ярлыке крымского хана Менгли-Гирея Сигизмунду I от 1507 года о передаче земель бывшей Золотой Орды под власть Литвы:
«Ино, потомужъ, Литовскоъ земли великій князь Казимиръ, братъ нашъ, зъ Литовскими князи и паны просили нась; и мы ихъ прозбу ухваливъ… какъ насъ Богъ на столцы отца нашого посадилъ: ино што великіи цари, дяды наши, и великій царь отецъ нашъ…дали потомужъ: …Мужечъ, Осколъ, Стародубъ и Брянескъ, со, всими ихъ выходы и данми и зъ землями и водами…»

### Русское царство
В 1571 году согласно указу Ивана IV Грозного  напротив месте впадения реки Убли в реку Оскол был заложен Усть-Ублинский острожек для охраны южных рубежей Русского царства. Он просуществовал 15 лет и был впоследствии упразднён, но вплоть до 1593 года служилых людей отправляли нести дозор на этот рубеж.

В 1584 году летопись «Пискарёвского летописца» указывает такую информацию:
«Того же году великий государь и великий князь Фёдор Иванович всея Руси… приказывает боярину своему и слуге и конюшему Борису Фёдоровичу Годунову да дьяку ближнему своему Андрею Щелканову городы ставить на поле и Сивере, и к Астрахани, которые за много лет запустеша от безбожных агорян и от междуусобныя брани: Елецких князей вотчина Ливны, Койса, Оскол, Валуйка, Белгария, Самара, Кромы, Монастырёв и иныя многия польския и северския» 
Царь Фёдор Иоаннович даёт приказ Годунову и Щелканову о становлении городов на землях славянских племён полян и северян. При этой в летописи также упоминается Елецкое княжество, уничтоженное монголо-татарами (агорянами) в 13 веке и в чью вотчину входили города нынешнего Черноземья в том числе и Оскол. Данная информация согласовывается с более ранними литовскими и ордынскими источниками.

Разрядная книга (1475—1598) сообщает о направлении экспедиции для нахождения удобных мест для становления крепостей: 
«…Да того же лета июня в 16 день государь царь и великий князь Федор Иванович всеа Русии посылал на поле на Донец на Северской Чугуева городища и иных городовых мест по Донцу и по иным рекам смотрить, где государю городы поставить… И, приехав с поля… сказали государю царю и великому князю Федору Ивановичю всеа Русии, что они наехали место на поле на Донце на Северском, словет Белогородье…А в другом месте нашли на поле на реке на Осколе усть Оскольца место крепко и угодно, мочно на том месте городу быть, а Чюгуево городище сказали некрепко и неугодно». 
В 1596 (о дате основания ведутся споры, первое упоминание в летописи в статье под 1593 годом) году город под именем Оскол основан как застава на южных рубежах Русского царства. Основную часть населения Оскольской крепости составляли военные с семьями. Никоновская летопись за 1593 год сообщает: 
«…Повеление Государя царя и Великого князя Фёдора Иоанновича всея Руси поставиша на степи от Крымских татар городы Белгород, Оскол, Валуйку и иные городы, а до тех городов поставиша на Украине городы Воронеж, Ливны, Курск, Кромы, и насели ратными людьми».
Разрядная книга (1475—1598) сообщает, что новая крепость Оскол поставлена на месте более древнего «Волдаева городища», что является предметом спора историков о ассоциировании Волдаева (Яголдаева) городища и древнего Оскола как одного и того же города или как разных поселений:
«Лета 1105 года сентября в 1 день послал государь на поле… на Оскол государь послал города же ставить на Волдаево городище воеводу князя Ивана Ондреевича Сонцова Засекина да голову Ивана Микитина сына Мясново. И они, пришод на Оскол, деть Оскола против Тюляфины Поляны город поставили».
Согласно воеводскому отчёту 1639 года, в центральной части этого города локализуется «Голдаиво городище». 
В 1599 году основана слобода Казацкая. 
В годы Смуты Оскол активно застраивается, так как находится в стороне от основных событий. Возникают пригородные слободы Ямская, Гумны, Стрелецкая, Пушкарская, Ездоцкая, Троицкая, Соковая, Воротниково. В это время правительство не забывало также о крестьянской войне начала XVII века, именовало Оскольский край «мятежным краем». При царском дворе бытовали пословицы и поговорки вроде: «Гол, как Сокол, а за волей убежал на Оскол».
В 1617 году город сожжён поляками и восстановлен воеводой М. Скуратовым, разгромившим поляков под Болховом. В 1625, 1642 и 1677 годах к городу подходили крымские татары, но взять его не смогли.
В 1655 году город переименован в Старый Оскол в связи с переименованием города Царёв-Алексеев в Новый Оскол.
С XVII века Старый Оскол известен как уездный центр Старооскольского уезда.

### В составе Российской империи
Город входил в состав: Киевской губернии (1708—1719), Белгородской губернии (1727—1779), Курского наместничества (1779—1797) и Курской губернии (1797—1928).
В 1780 году был утверждён герб Старого Оскола.

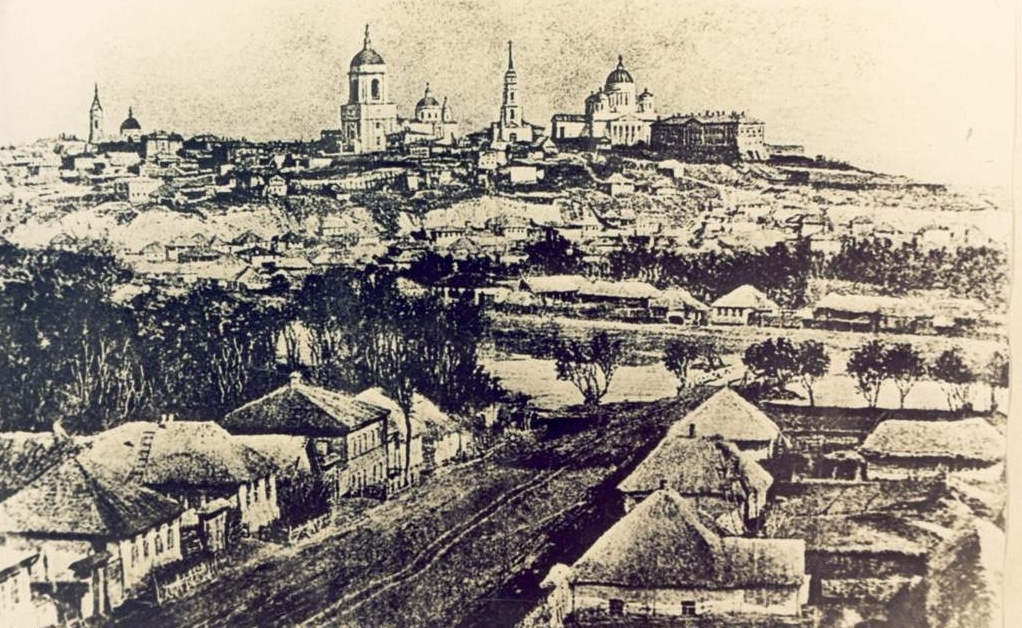
Панорама города, 1893 год

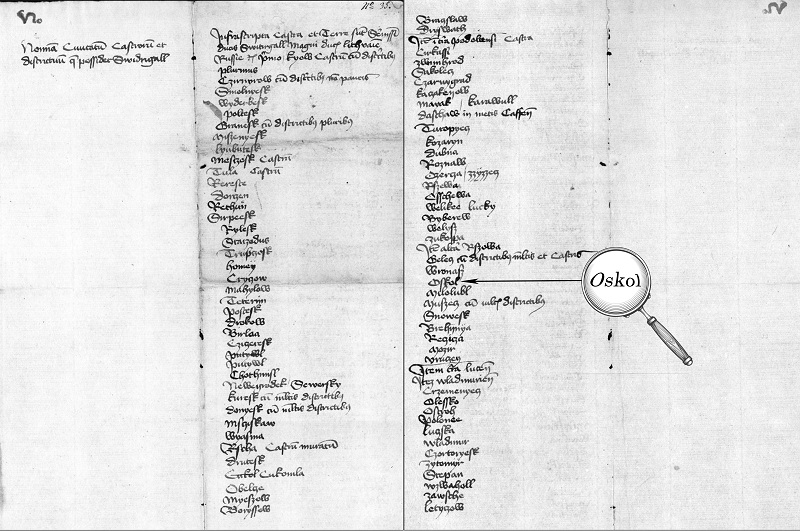
Список городов Свидригайла (1432) — первый документ, упоминающий Оскол

В 1911 году в городе была построена электростанция.

### Советское время
В сентябре-ноябре 1919 г. занят частями Донской армии ВСЮР. 22 ноября 1919 г. взят войсками Первой Конной армии и 42-й стрелковой дивизии РККА
5 декабря 1919 года в городе проходило заседание штаба Первой конной армии.
В 1920 году создана особая комиссия по изучению КМА, которую возглавил Иван Михайлович Губкин.
С 1928 года — административный центр Старооскольского района, входившего в состав Центрально-Чернозёмной области.
В 1929—1930 годах город был также административным центром Старооскольского округа.
В 1931 году создано Старооскольское управление «КМАстрой», обнаружены залежи железной руды на Коробковском участке.
27 апреля 1933 года добыта первая руда на шахте № 1.

Городской парк и Богоявленский кафедральный собор, 1935 год

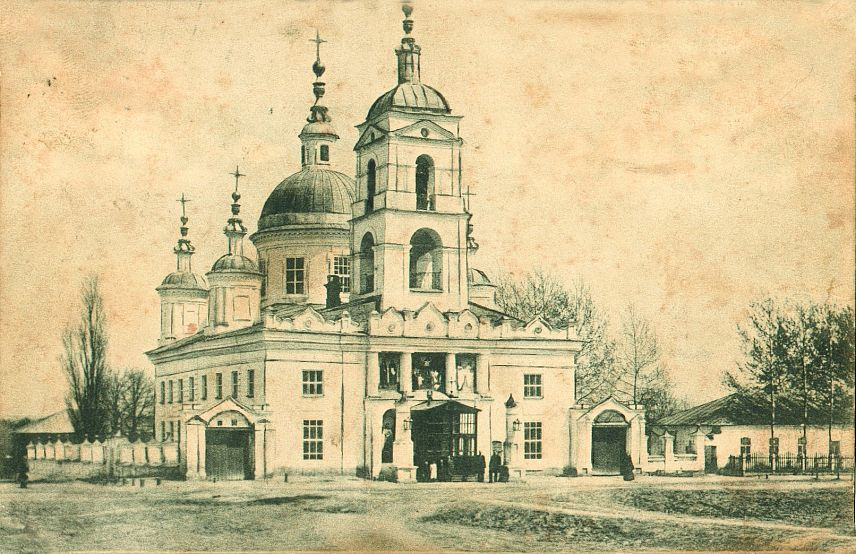
Покровская церковь, 1920-е годы

С 1934 года Старый Оскол находился в составе Курской области, которая, наравне с Воронежской, была образована разделением Центрально-Чернозёмной области.
В октябре 1941 года началась эвакуация населения, наиболее ценного государственного и общественного имущества. Старый Оскол оказался перевалочным пунктом на пути эвакуации.
С ноября 1941 по июль 1942 в городе располагался обком ВКП(б) Курской области. Город фактически выполнял функции областного центра в данный период времени.

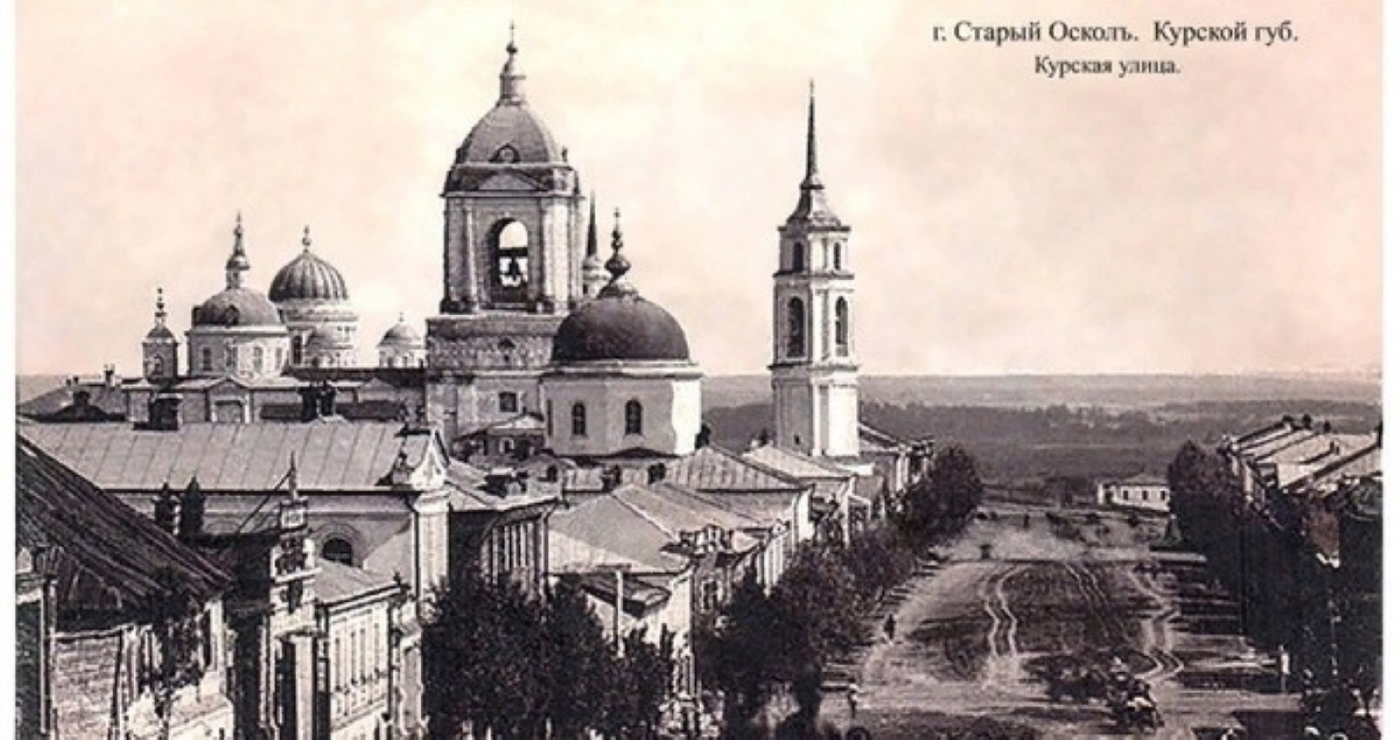
Курская улица, 1893 год

В июле 1942 года в зоне оккупации оказалась вся территория современной Белгородской области. Старый Оскол находился в зоне оккупации со 2 июля 1942 года по 5 февраля 1943 года. В годы Великой Отечественной войны на территории края погибло свыше 6000 советских воинов, прах которых хранят 30 братских могил.
В 1954 году город вошёл в состав новообразованной Белгородской области. Руководство СССР в качестве областного центра новообразованной области выбирали между Белгородом и Старым Осколом. В проекте 1952 года центром был указан Старый Оскол как будущий центр металлургии и КМА. В итоге центром стал Белгород, находящийся в 40 км около Харькова и на железной дороге Москва-Симферополь, данное решение пролоббировал Н. С. Хрущёв.
В конце 60-х — начале 70-х годов XX века в связи с активным освоением КМА город обрёл значение как крупный центр чёрной металлургии.
В 1961 году было начато строительство Стойленского рудника, а 5 ноября 1968 года на нём была добыта первая руда. 

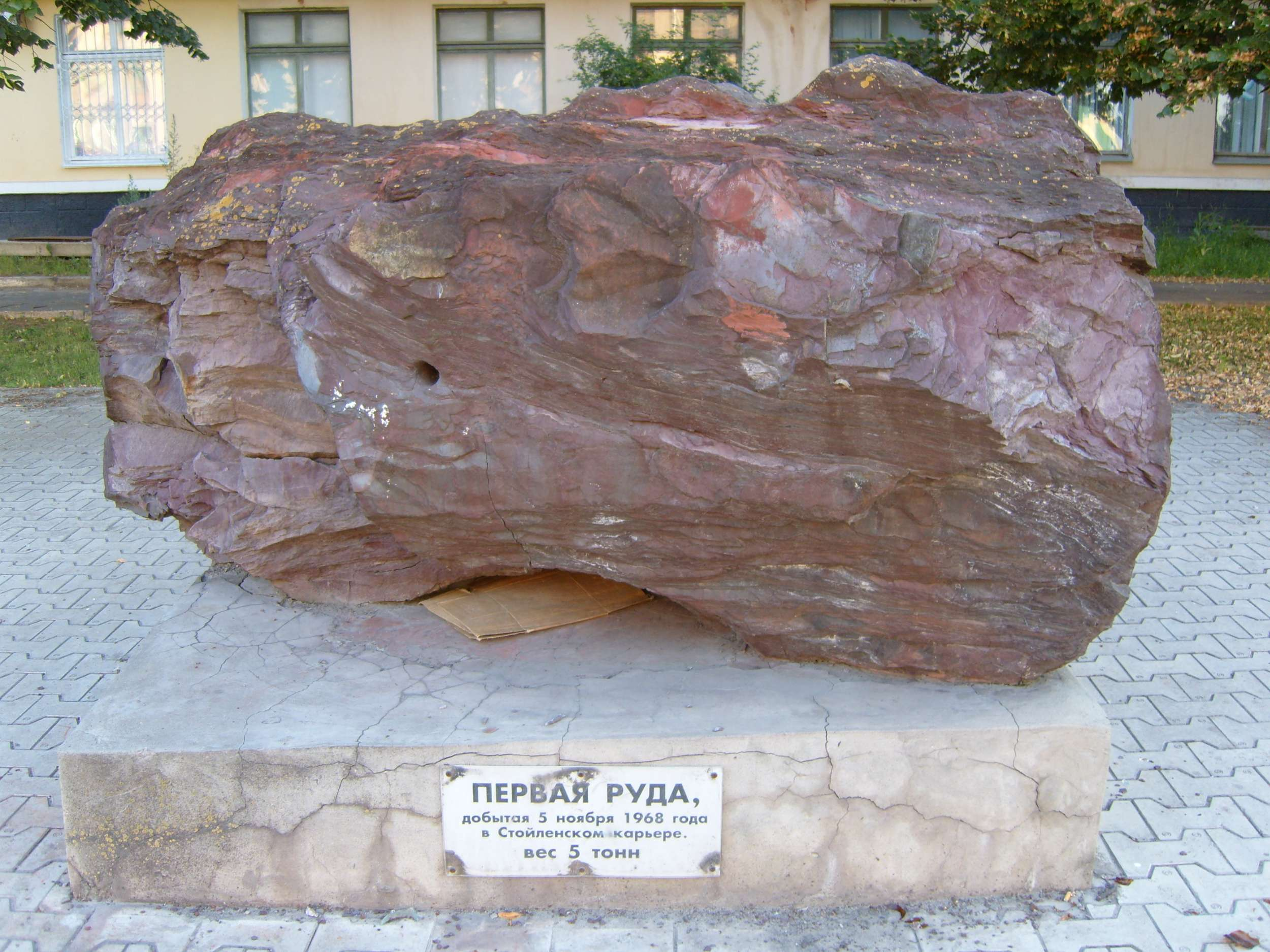
Первая руда, добытая на Стойленском карьере

1 февраля 1963 года Совет депутатов трудящихся города Старый Оскол был передан в подчинение Белгородскому областному Совету депутатов трудящихся.
В 1976 году, в связи со строительством ОЭМК, началось строительство первого дома Северо-Восточного района. Началась застройка с микрорайона Жукова в феврале 1976 года. В 1978 году начал застраиваться микрорайон Макаренко, где сосредоточился комплекс учебных заведений, готовящих специалистов для ОЭМК, а также микрорайон Олимпийский, в котором разместили объекты здравоохранения, поликлиники, аптеки и другие объекты.
8 мая 1988 года в честь Дня Победы над фашизмом в северо-восточной части города у кинотеатра «Быль» открыт памятник маршалу Жукову (первый в мире, отлит в Киеве в 1973 году).
В 1989 году построено новое здание центрального автовокзала, в 1990-е вокруг него разрастается Северный район (микрорайоны Лесной, Юбилейный, Северный, Будённого).

### Современность
30 апреля 1992 года первый раз вышла в эфир программа Старооскольского телевидения (по каналу 2-й российской программы).
В апреле 1993 года начато строительство 16-го микрорайона Нового города, получившего в 2000 году название Северный.
В августе 1993 года город отметил своё 400-летие с момента основания.
В сентябре 1993 года началось строительство подземного перехода через проспект Металлургов к рынку «Юбилейный».
В 1995 году Совет депутатов переименовал Набережную улицу в Оскольскую, а новая Набережная улица была построена в микрорайоне Углы.
Весной 1998 года, задолго до московских событий, начата установка селекторных домофонов в подъездах жилых домов Северо-Восточной части города.
В 2003 году в микрорайоне Олимпийский открыт торгово-финансовый комплекс «Бизнес-центр».
В 2005 году открыта аллея Славы в районе кинотеатра «Быль».
В 2007 году по результатам референдума 22 июля на землях города и Старооскольского района было создано единое муниципальное образование — Старооскольский городской округ Белгородской области. Ранее город и ряд сёл пригородной полосы (в частности, центральные усадьбы — Незнамово и Обуховка) входили в состав одноимённого городского поселения.
В 2011 году Совет депутатов городского округа присвоил площади у кинотеатра «Быль» наименование «площадь Победы» и переименовал проспект Металлургов в честь почётного металлурга РФ Алексея Угарова.
16 января 2012 года глава округа Павел Шишкин представил на общественное обсуждение проект переименования улицы 25-го Партсъезда в честь Старооскольского полка, в 2020 году улица без публичных слушаний и референдума переименована в проспект Победы.
В 2012 году начато строительство в микрорайонах многоэтажной застройки Центральный и Уютный, а также в микрорайонах индивидуального жилищного строительства Пролески и Промагро.
В 2013 году начато строительство нового микрорайона Нового города между микрорайонами Надеждой и Степным (с 2018 года — микрорайон Майский).
В 2020 году начато строительство Садовых кварталов на месте недостроенной детской больницы на проспекте Алексея Угарова.

## География
Расположен на берегу реки Оскол, её притоков Осколец, Убля, Котёл, Чуфичка, в 153 км к северо-востоку от Белгорода, близ границы с Курской областью. Соседствует с городом Губкин, располагаясь в 20 км восточнее. Второй по численности город области и наравне с Губкином самый северный.

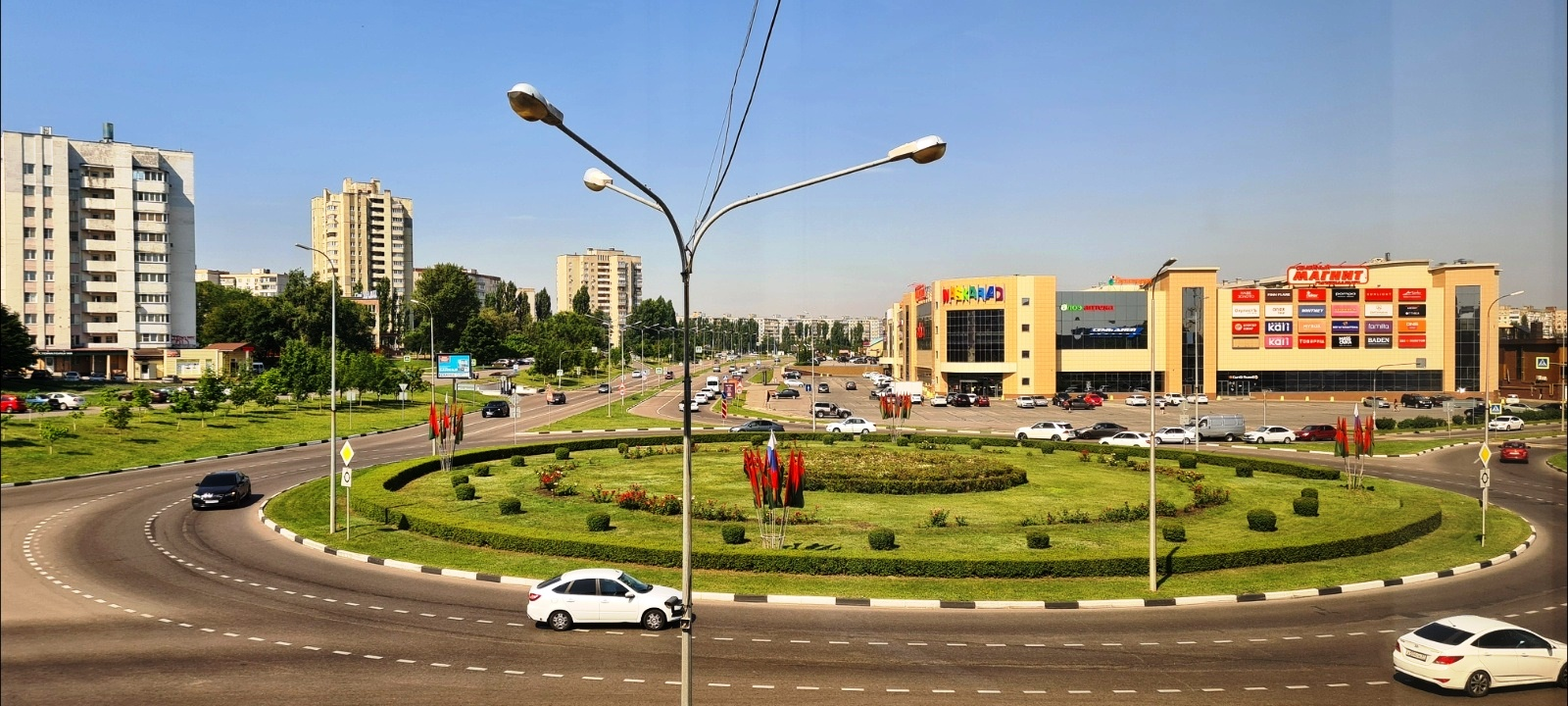
Перекресток на новом городе и ТЦ Маскарад

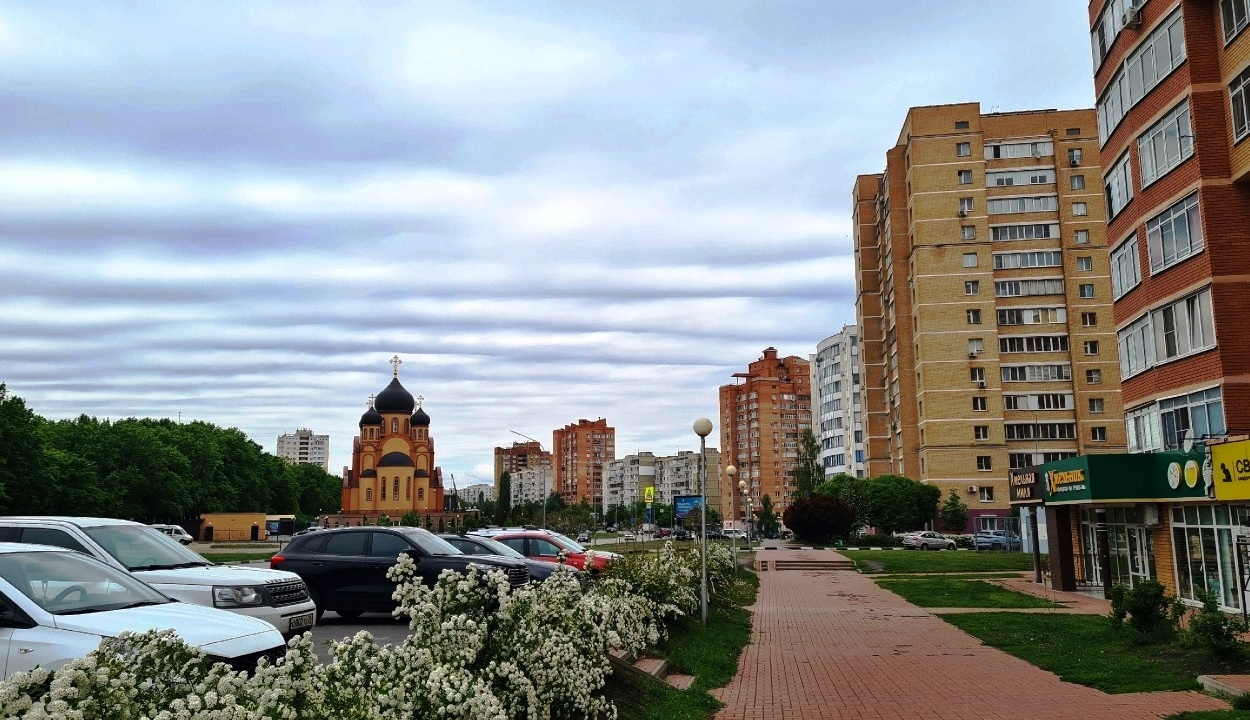
Новый Город

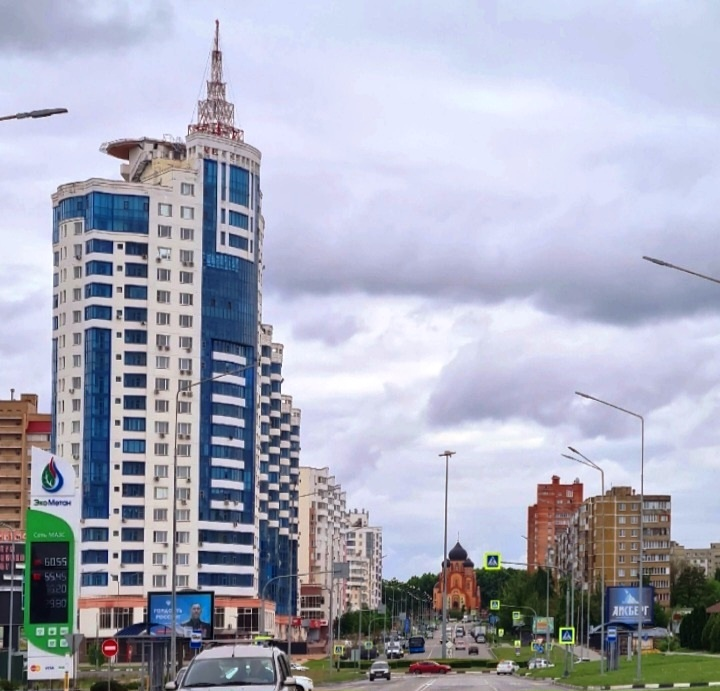
мкрн. Степной и Восточный

Памятник маршалу Жукову (отлит в 1973, установлен в 1988)

На территории города есть озеро Блуня.
Климат
Климат Старого Оскола — умеренно континентальный, со снежной, но относительно тёплой зимой и умеренно жарким летом.
| Показатель                                                   | Янв.  | Фев. | Март | Апр. | Май  | Июнь | Июль | Авг. | Сен. | Окт. | Нояб. | Дек. | Год  |
| ------------------------------------------------------------ | ----- | ---- | ---- | ---- | ---- | ---- | ---- | ---- | ---- | ---- | ----- | ---- | ---- |
| Средний суточный максимум, °C                                | −5    | −4   | 1,3  | 12,8 | 20,7 | 24,1 | 25,3 | 24,5 | 18,6 | 10,5 | 2,5   | −1,9 | 10,8 |
| Средняя температура, °C                                      | −8,3  | −7,5 | −2,1 | 8,0  | 15,0 | 18,5 | 19,9 | 19,0 | 13,6 | 6,6  | −0,1  | −4,6 | 6,5  |
| Средний суточный минимум, °C                                 | −11,5 | −11  | −5,4 | 3,3  | 9,4  | 13,0 | 14,6 | 13,5 | 8,6  | 2,8  | −2,7  | −7,3 | 2,3  |
| Норма осадков, мм                                            | 40    | 30   | 28   | 39   | 45   | 67   | 68   | 58   | 52   | 44   | 46    | 43   | 560  |
| Источник: Климат Старого Оскола на сайте ru.climate-data.org |       |      |      |      |      |      |      |      |      |      |       |      |      |

## Население
| 1737     | 1750     | 1763     | 1770     | 1779     | 1791     | 1801     | 1821     | 1830     | 1837     | 1841     |
| -------- | -------- | -------- | -------- | -------- | -------- | -------- | -------- | -------- | -------- | -------- |
| 9000     | ↗10 990  | ↗17 715  | ↗28 917  | ↘25 009  | ↘21 599  | ↗24 300  | ↗41 595  | ↘30 000  | ↘19 973  | ↘8774    |
| 1850     | 1853     | 1856     | 1860     | 1869     | 1875     | 1880     | 1889     | 1897     | 1913     | 1923     |
| ↗10 000  | ↗15 121  | ↘7500    | ↗27 774  | ↘20 000  | ↘11 272  | ↘5074    | ↗9000    | ↗16 000  | ↗18 200  | ↘5924    |
| 1926     | 1931     | 1939     | 1959     | 1970     | 1973     | 1975     | 1976     | 1979     | 1982     | 1985     |
| ↗20 000  | ↗21 300  | ↘10 946  | ↗27 474  | ↗51 533  | ↗62 000  | ↗82 000  | →82 000  | ↗114 946 | ↗136 000 | ↗159 000 |
| 1986     | 1987     | 1989     | 1990     | 1991     | 1992     | 1993     | 1994     | 1995     | 1996     | 1997     |
| →159 000 | ↗167 000 | ↗173 917 | ↗177 000 | ↗182 000 | ↗184 000 | ↗188 000 | ↗193 000 | ↗197 000 | ↗201 000 | ↗205 000 |
| 1998     | 1999     | 2000     | 2001     | 2002     | 2003     | 2004     | 2005     | 2006     | 2007     | 2008     |
| ↗208 000 | ↗211 800 | ↗213 800 | ↗215 200 | ↗215 345 | ↗215 900 | ↗217 300 | ↗217 400 | ↗218 200 | ↗219 100 | ↗220 200 |
| 2009     | 2010     | 2011     | 2012     | 2013     | 2014     | 2015     | 2016     | 2017     | 2018     | 2019     |
| ↗221 059 | ↗221 085 | ↗221 100 | ↘220 619 | ↗220 816 | ↘220 630 | ↗221 254 | ↗222 125 | ↗223 360 | ↗224 153 | ↘223 809 |
| 2020     | 2021     | 2024     | 2025     |          |          |          |          |          |          |          |
| ↗223 921 | ↘221 676 | ↘217 107 | ↘215 937 |          |          |          |          |          |          |          |

На 1 января 2025 года по численности населения город находился на 93-м месте из 1124 городов Российской Федерации. И 25 место среди городов не являющихся центрами регионов России. 450-тысячная Старооскольско-Губкинская агломерация входит в список 50 крупнейших агломераций России.
Национальный состав
По итогам переписи населения 2020 года проживали следующие национальности (национальности менее 0,1 % и другое, см. в сноске к строке «Другие»):
| Национальность | Численность, чел. | Доля     |
| -------------- | ----------------- | -------- |
| Русские        | 190 555           | 85,96 %  |
| Украинцы       | 1584              | 0,71 %   |
| Армяне         | 860               | 0,39 %   |
| Татары         | 300               | 0,14 %   |
| Другие         | 28 377            | 12,80 %  |
| Итого          | 221 676           | 100,00 % |

## Административно-территориальное деление
Согласно Уставу Старооскольского городского округа, в его состав входит целостное административное образование «Город Старый Оскол» со статусом городской территории, непосредственно подчинённой Администрации городского округа, без образования специального Управления территории.
В состав городской территории города областного значения Старый Оскол входят административно-территориальные образования без статуса юридического лица:
Северо-Восточный район включает в себя:
- микрорайоны жилмассива Новый Город: Космос, Олимпийский, Жукова, Макаренко, Будённого, Конева, Ольминского, Дубрава (1, 2 и 3 кварталы), Королёва, Солнечный, Восточный, Степной, Надежда, Степной, Майский
- микрорайоны Северного жилмассива: Зелёный Лог, Лесной, Новый, Садовые Кварталы, Северный, Рождественский, Центральный, Уютный, Юбилейный
- районы ИЖС: Вишенки, Дубрава, Лесная Поляна, Марышкин Лог, Набокинские Сады, Научный центр (1, 2 и 3 массивы), Пролески, ПромАгро, Пушкарские Дачи, Радужный, Северный (1 и 2 массивы), Сосенки
- кварталы Белогорского проспекта
- историческая местность: Ублинские Горы
- дачные общества: им. Мичурина, Дружба, Зелёный Гай, Кукушкин хутор, Маришкин Сад

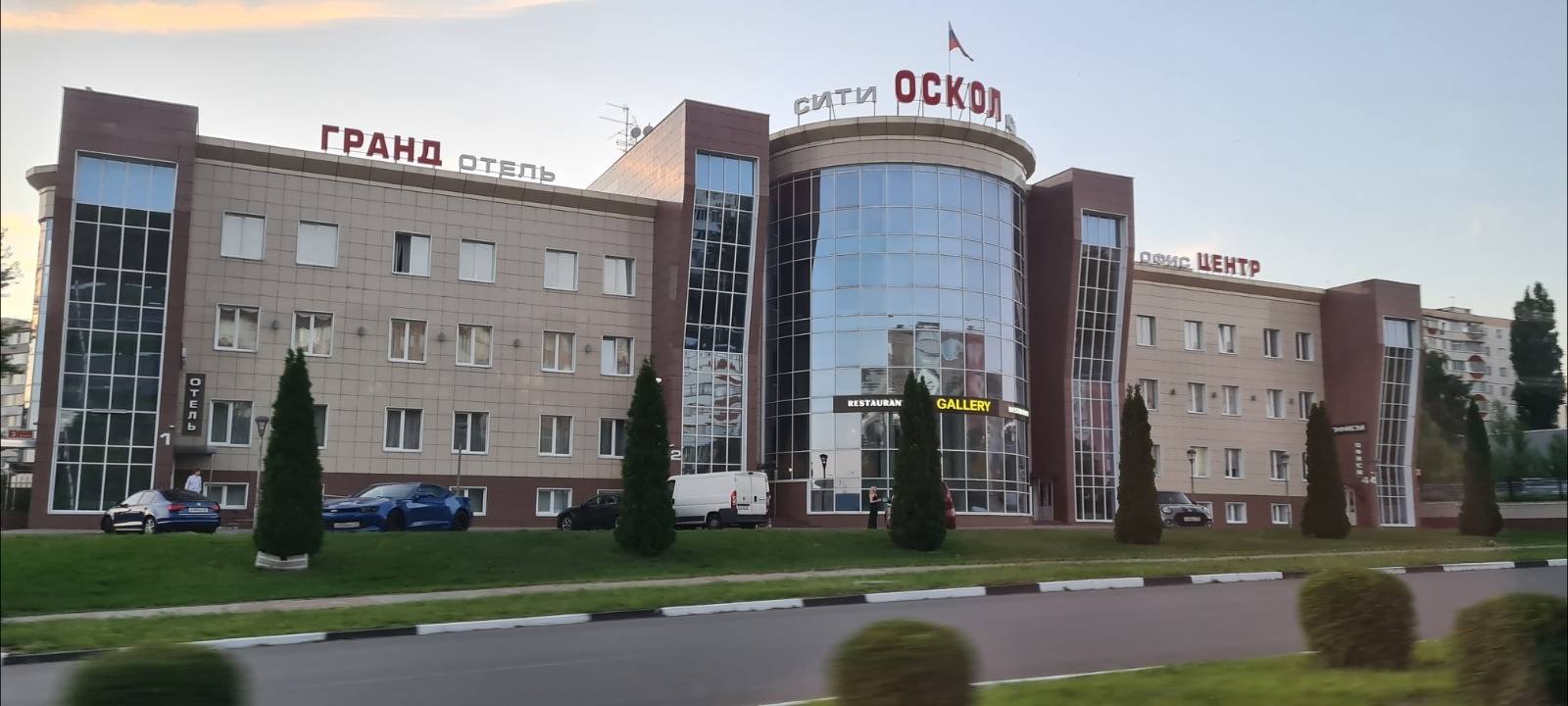
Гостиница "Оскол"

- Гостиница "Оскол"промплощадка: квартал Промышленных и коммунальных предприятий, квартал Коммунальных предприятий и лечебных учреждений, Нефтебаза

Юго-Западный район включает в себя:
- слободы: Гумны, Соковая, Ямская

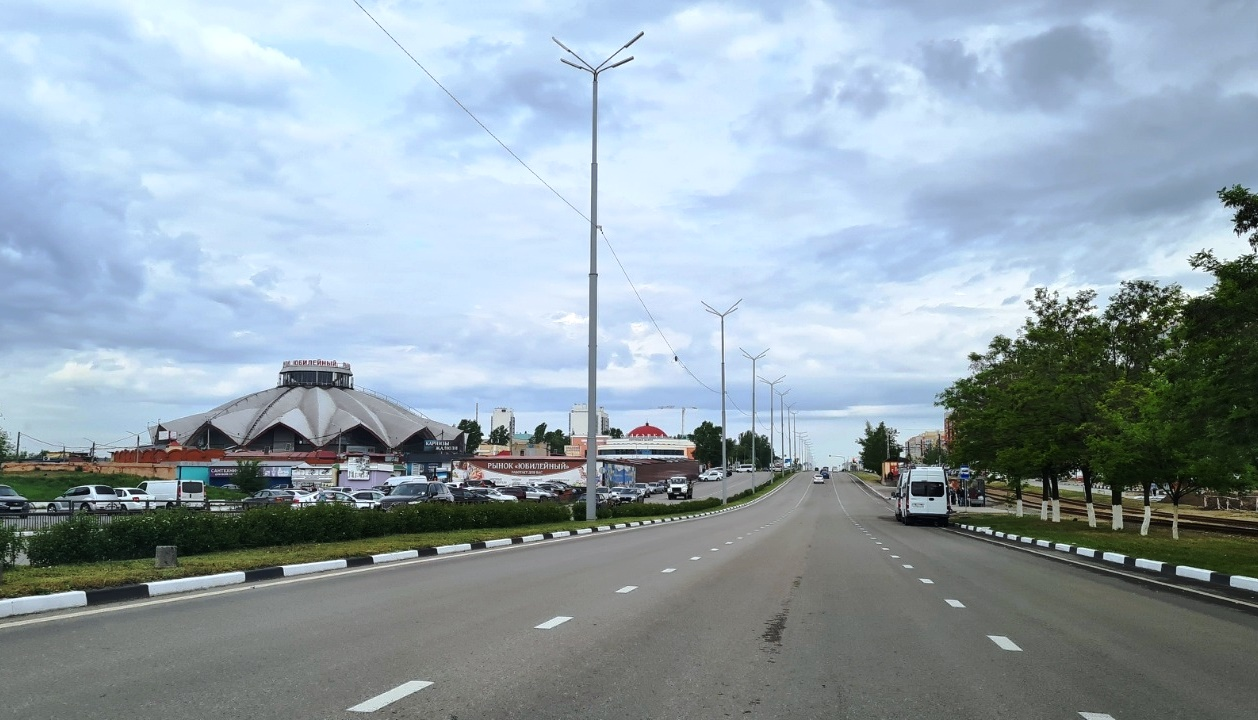
Проспект Алексея Угарова (Металлургов)

- исторические местности: Стойло, Рытвинка, Ямы
- микрорайоны Юго-Западного жилмассива: Горняк, Интернациональный, Лебединец, Рудничный, Студенческий, Парковый
- микрорайоны Гуменского жилмассива: Приборостроитель, Молодогвардеец, Весенний, Набережный, Юность, Звёздный
- микрорайоны Комсомольского жилмассива: 8-й, 9-й микрорайоны, Детский мир, Свердлова, Южный
- районы ИЖС: Ремзавода, Ямской
- дачные общества: 60 лет Октября, Водник, Казацкий Лог, Коммунальщик-2
- промплощадки: Александровка, Атаманская, Базовая, Гаражная, Карьерная, Машиностроительная, Силикатная, Цемзаводская, Фабричная, СОАТЭ

Центральный район включает в себя:
- исторический центр города (I—XXXII кварталы)
- слободы: Гумны, Ездоцкая, Казацкая, Стрелецкая, Троицкая, Холостая
- исторические местности: Горняшка, Канатная фабрика, Киселёвка, Макурьевка, Низовка
- микрорайоны: Углы, Заречье.
- районы ИЖС: Заречье (пос. Ветеранов), Казацкий, Ладушки, Левобережный, Пушкина, Ольховая Роща
- дачные общества: 50 лет Октября, Водник-2, Горняшка, День Победы, Казачок, Ландыш, Лесная Поляна, Мичуринец, Осколец, Разлив, Фиалка
- промплощадки: Казацкая, Канатная фабрика, Каплинское кладбище, Котельная Жилмассива, Северная промкомзона, станция Стойленская

Железнодорожный район включает в себя:
- исторические местности: Маслозавод, посёлки станции Старый Оскол, Вагонного депо и Железнодорожной больницы, Каменьки, Локомотив, Новосёловка
- микрорайон: Уют
- слободы: Ламская, Пушкарская
- район ИЖС: Новая Пушкарская слобода
- промплощадка: Прирельсовая (Мехзавод)

Котельский район включает в себя:
- район ИЖС: Строитель
- промплощадки Базы стройиндустрии: Дорожная, Монтажная, Прирельсовая, Складская, Столярная, Строительная, Тепличная, Транспортная
- дачные общества: Залесье, Зелёная Роща, Ивушка, Колос, Нива, Приозёрье, Рябинушка, Сосна, Трикотажник

Южный Промышленный район включает в себя:
- промплощадки: ОЭМК, ОСМиБТ
- дачные общества: Ветеран, Дружба, Ивушка, Оазис, Сосновый Бор
- отдельная территория в селе Обуховка
- зона отвода Магистрали 1-1

## Экономика

### Промышленность

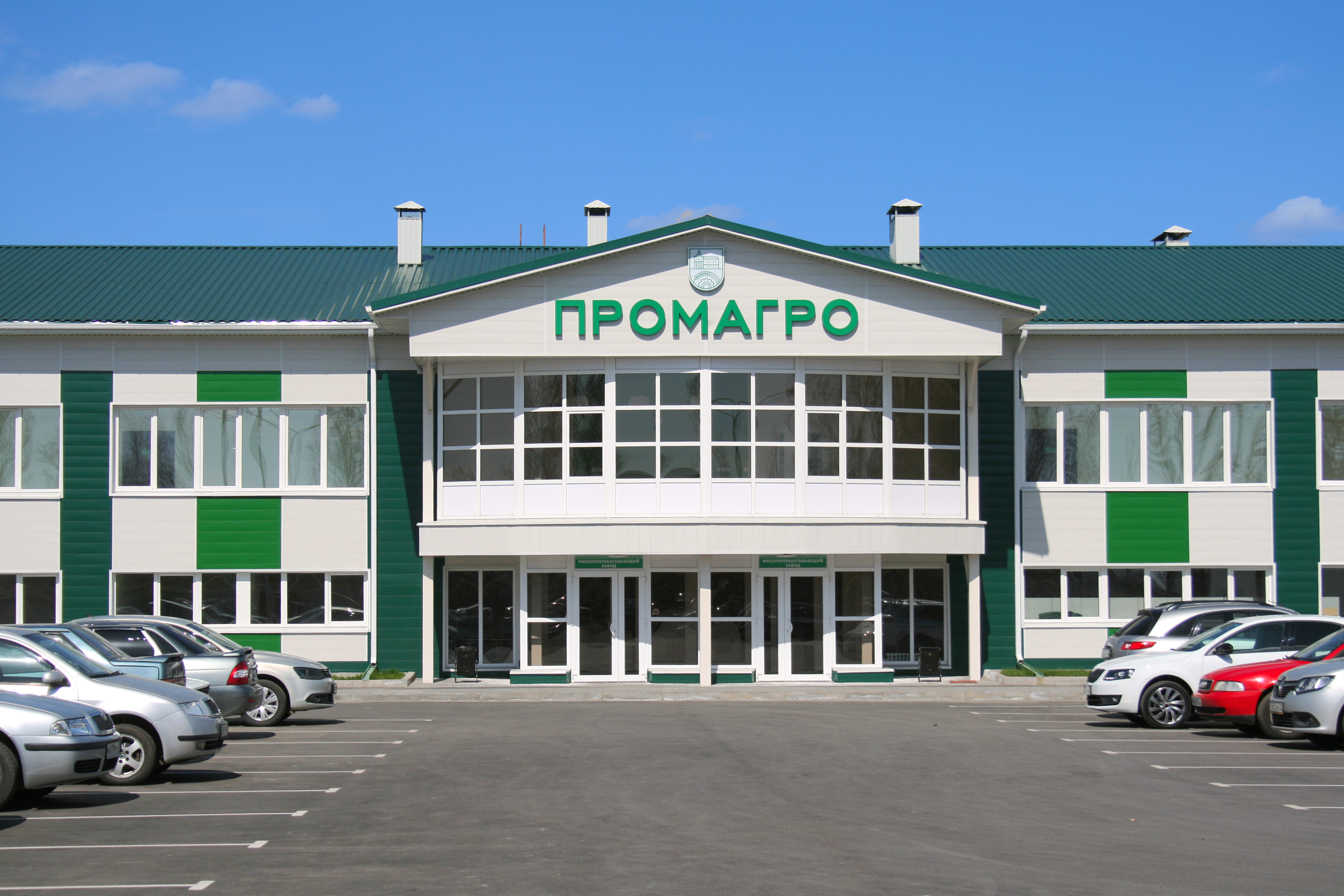
Промагро

В 2008 году предприятиями Старооскольского городского округа произведено товаров и услуг на сумму 120 млрд рублей, что составило почти 40 % ВРП Белгородской области. В число основных промышленных предприятий города входят:
- Оскольский завод пластмасс «ОСКОЛПЛАСТ»
- Старооскольский завод электромонтажных изделий
- Старооскольский завод автотракторного электрооборудования (АО «СОАТЭ»)

Группа «Металлоинвест»:
- Оскольский электрометаллургический комбинат
- ООО «Объединение строительных материалов и бытовой техники»
- ОАО «Скоростной трамвай»
- Старый город База отдыха «Белогорье»

Группа «Стойленская нива»:

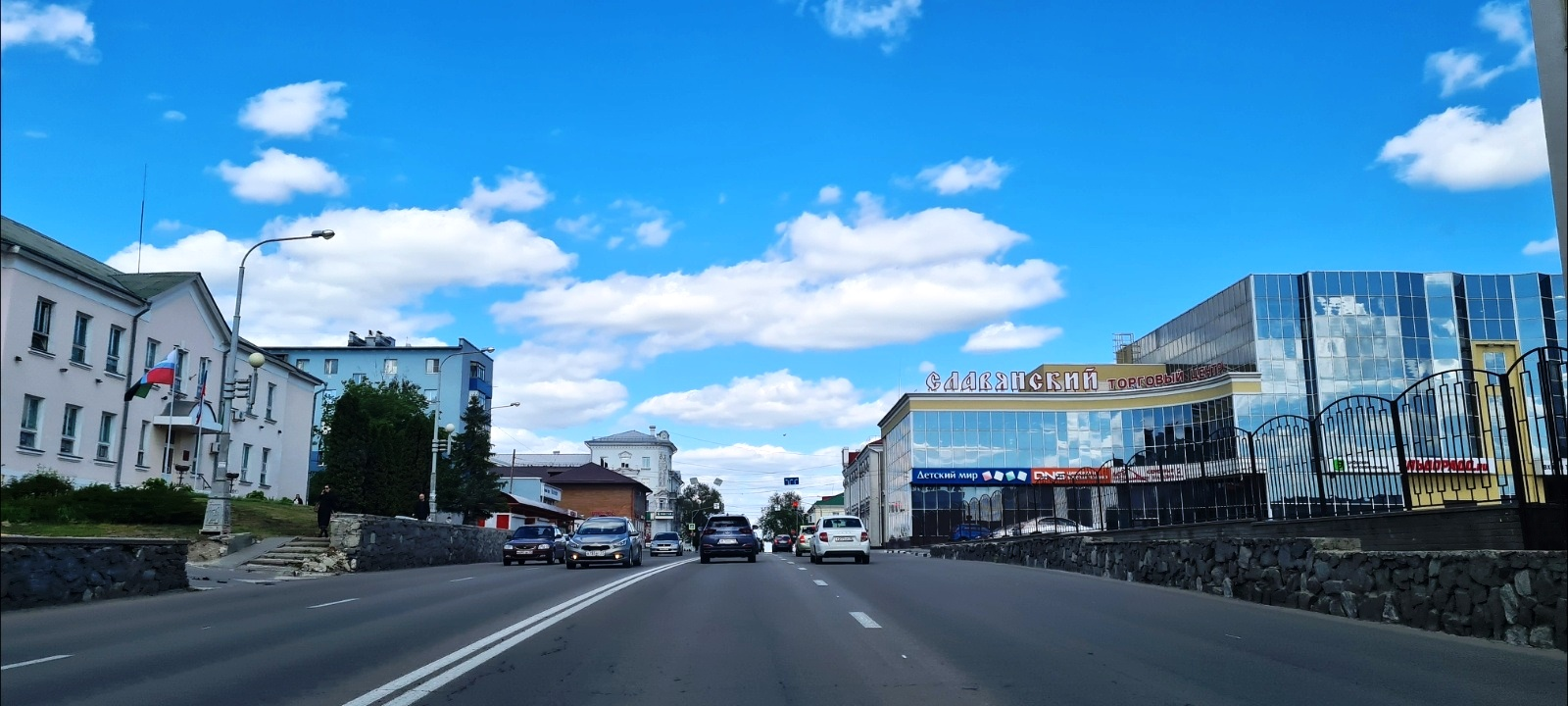
Старый город

- Агропромышленная корпорация «Стойленская нива»

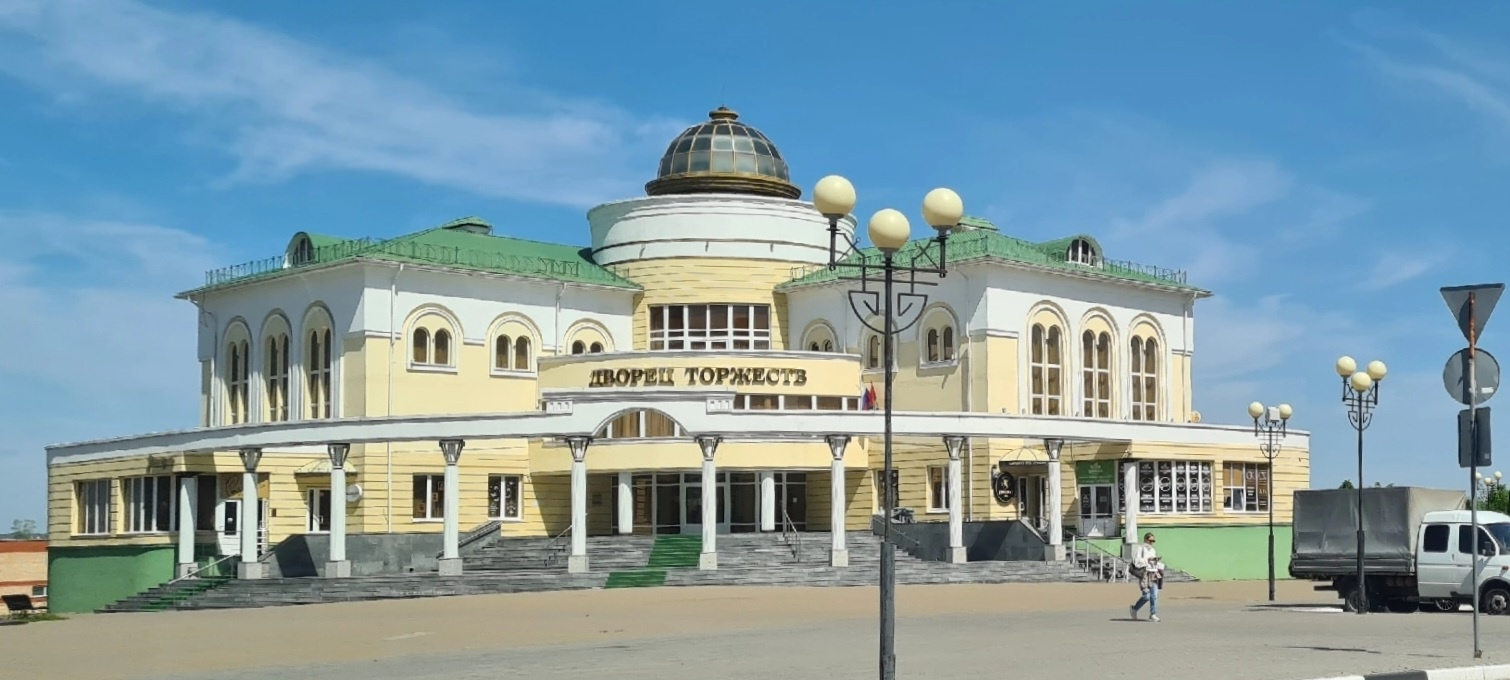
ЗАГС

- ЗАГС «Комбинат хлебопродуктов Старооскольский»

Группа НЛМК:
- Стойленский горно-обогатительный комбинат

Группа «ПромАгро»:
- Оскольский завод металлургического машиностроения
- ООО «Индустрия строительства»

Группа «Славянка»:
- Старооскольский механический завод
- ОАО «Агропредприятие Потудань»
- ООО «Гофропак-Славянка»
- Кондитерское объединение «Славянка»

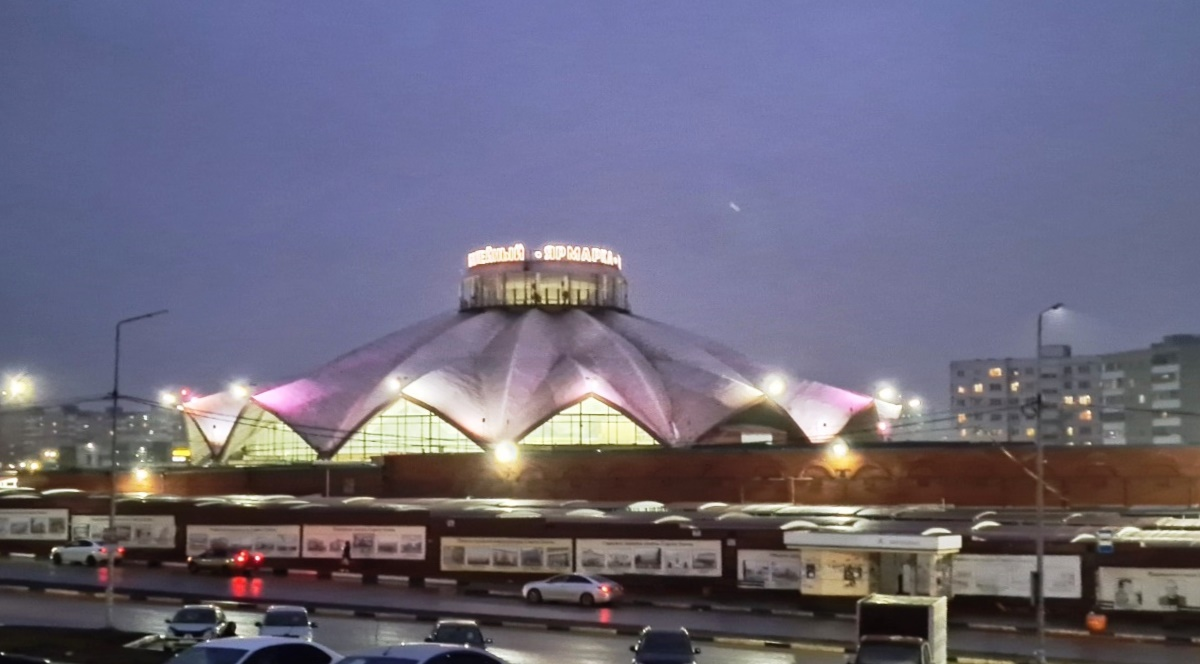
Рынок Юбилейный

  - Кондитерская фабрика «Славянка-люкс»

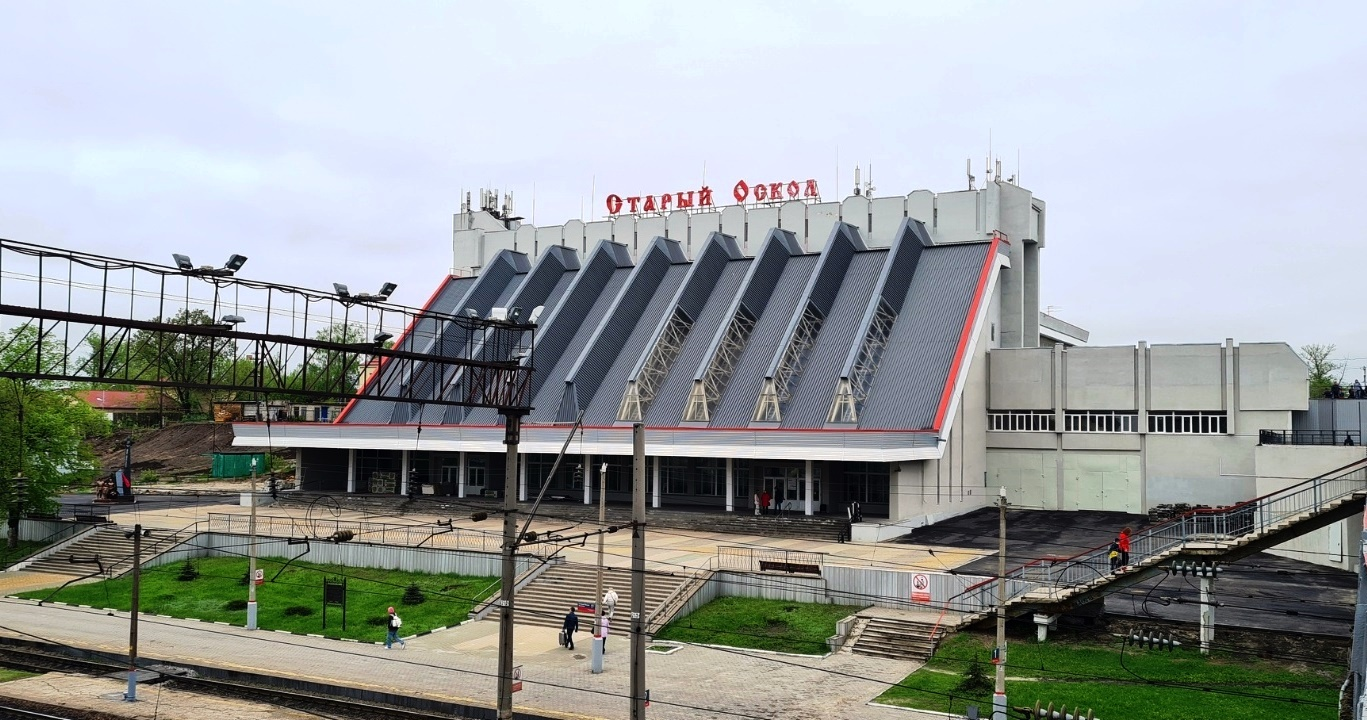
ЖД Вокзал

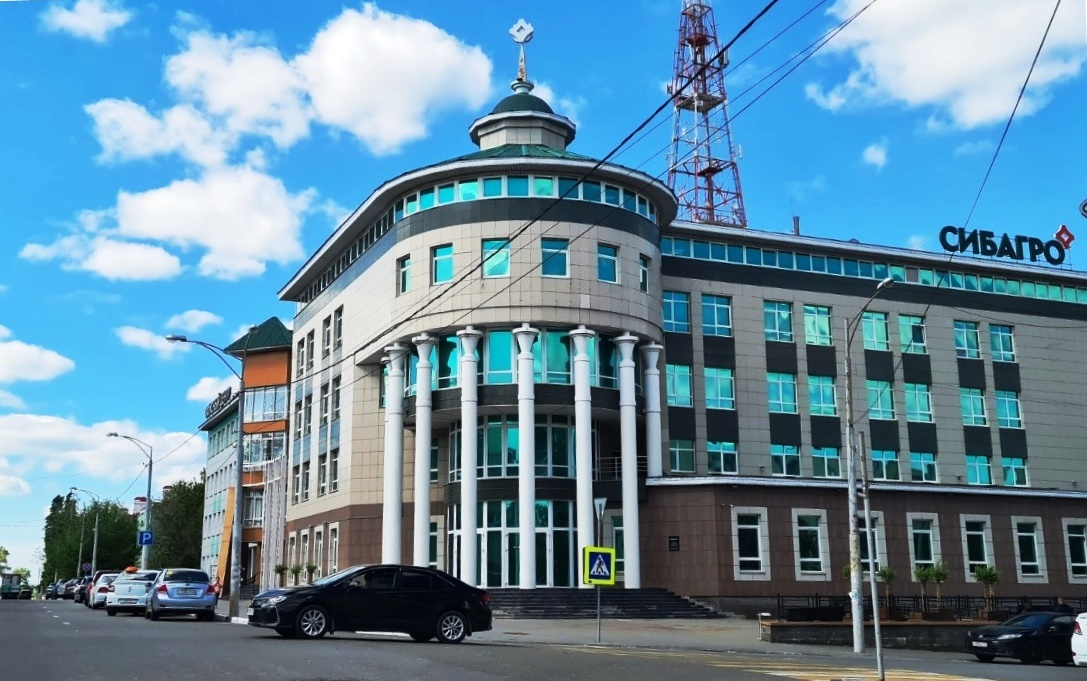
Бизнес Центр Сибагро

  - Рынок Юбилейный Кондитерская фабрика «Славянка-плюс»

Холдинг «Сибагро»:
- ООО «АПК „ПРОМАГРО“»
- ЖД Вокзал Бизнес Центр Сибагро ПАО А/ф «Роговатовская нива»

### Транспорт
Железнодорожный

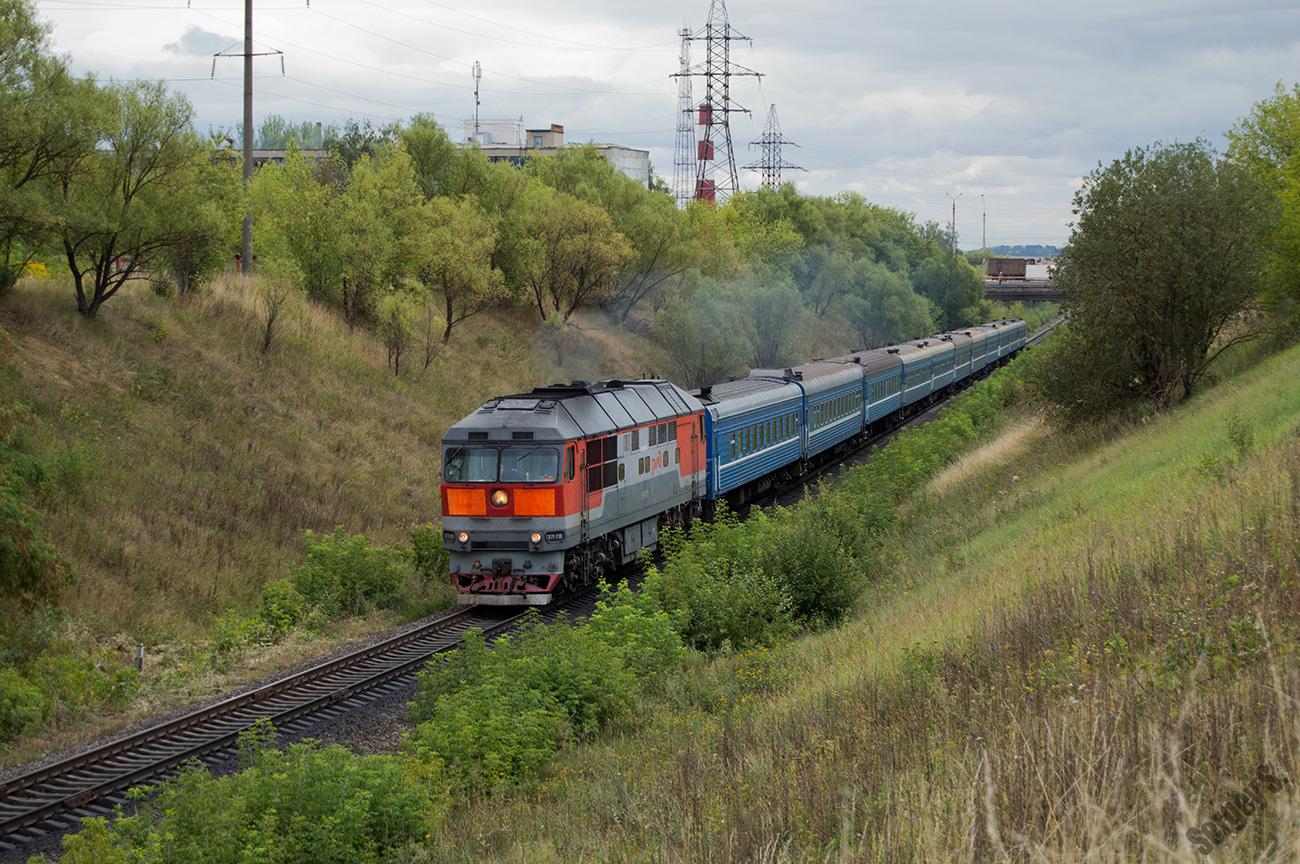
ТЭП70-0180, передан в депо Старого Оскола.

Старый Оскол является крупным железнодорожным узлом на Юго-Восточной железной дороге. Через него проходит двухпутная электрифицированная железнодорожная магистраль Москва — Донбасс с находящейся в черте города одноимённой железнодорожной станцией, от которой отходит двухпутная линия Старый Оскол — Губкин — Сараевка на тепловозной тяге.
Эта линия связала магистрали Москва — Донбасс и Москва — Харьков — Крым. Построена она была во время Великой Отечественной войны, в 1943 году, для обеспечения нужд фронта. Строилась в сложной обстановке и в кратчайшие сроки — за 32 дня. Её назвали Дорогой Мужества. Этот участок сыграл значительную роль в успехе Красной Армии в Курской битве.
В настоящее время через Старооскольский узел проходят пассажирские поезда дальнего следования сообщениями Белгород — Новосибирск, Москва — Старый Оскол. С 2017 года в летний период раз в 2 дня курсирует пассажирский поезд № 547/548 Москва — Сухум. Имеется регулярное пригородное сообщение в Валуйки, Ржаву, Касторное. Проходит и обрабатывается значительное количество грузовых поездов. В Старом Осколе развит промышленный железнодорожный транспорт.
В пределах городской территории также находятся, кроме станции Старый Оскол, грузо-пассажирские станции Котёл, Стойленская, Голофеевка, грузовые станции Металлургическая и Атаманская, пассажирские остановочные пункты Пост 90 км («Стрелецкая»), Ямская, Гумны, Ездоцкий, Песчанка, Николаевка, 598 км («Жуково»), 604 км («Майсюкова будка»), 606 км («Проспект Алексея Угарова»), 615 км («Каменьки»), 617 км («Анпиловка»), 624 км («Игнатовка»), 626 км («Горелый Лес»), 630 км («Новиково»), 640 км.
Скоростной трамвай

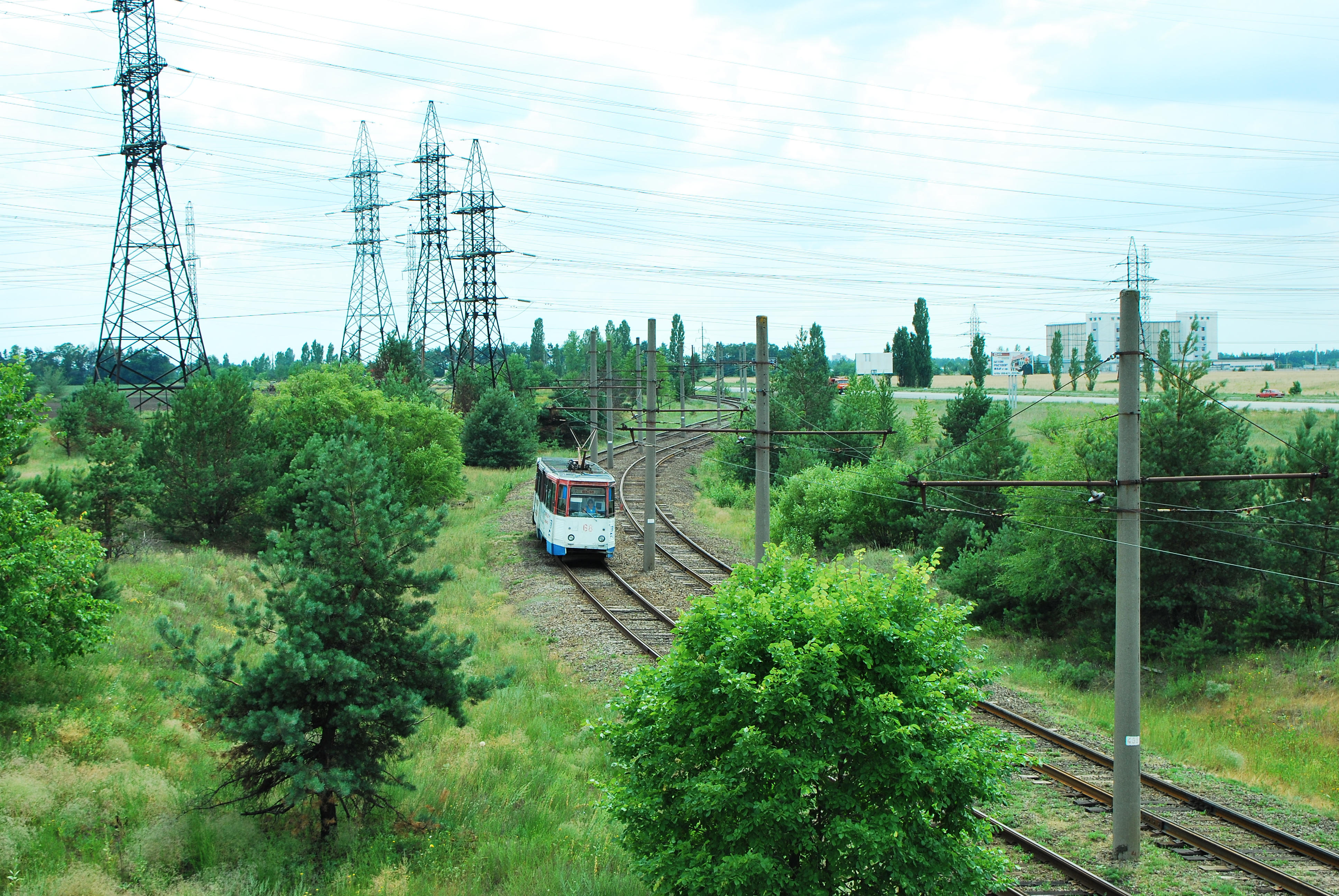
Старооскольский скоростной трамвай

С 1981 года в городе действует предприятие «Старооскольский трамвай», обслуживающее трамвайную линию, которая связывает Старый Оскол с металлургическим комбинатом.
Маршруты:
1. Городское кольцо — БСИ — ОЭМК
2. Городское кольцо — БСИ
3. Городское кольцо — УСТ

Автобус

С 1939 года в городе организовали автопассажирские перевозки. Стоимость проезда от вокзала до Дома колхозника (длина пути 5 км) в 1940 году составляла 80 копеек, а в 1941 году за этот же маршрут брали уже 1 рубль. По поводу повышения стоимости проезда возмущённые жители обратились и в районную газету, и в исполком районного Совета, но дело ничем не закончилось. Это был маршрут № 1: «улица Ленина — Железнодорожный вокзал», ликвидированный в 1989 году.

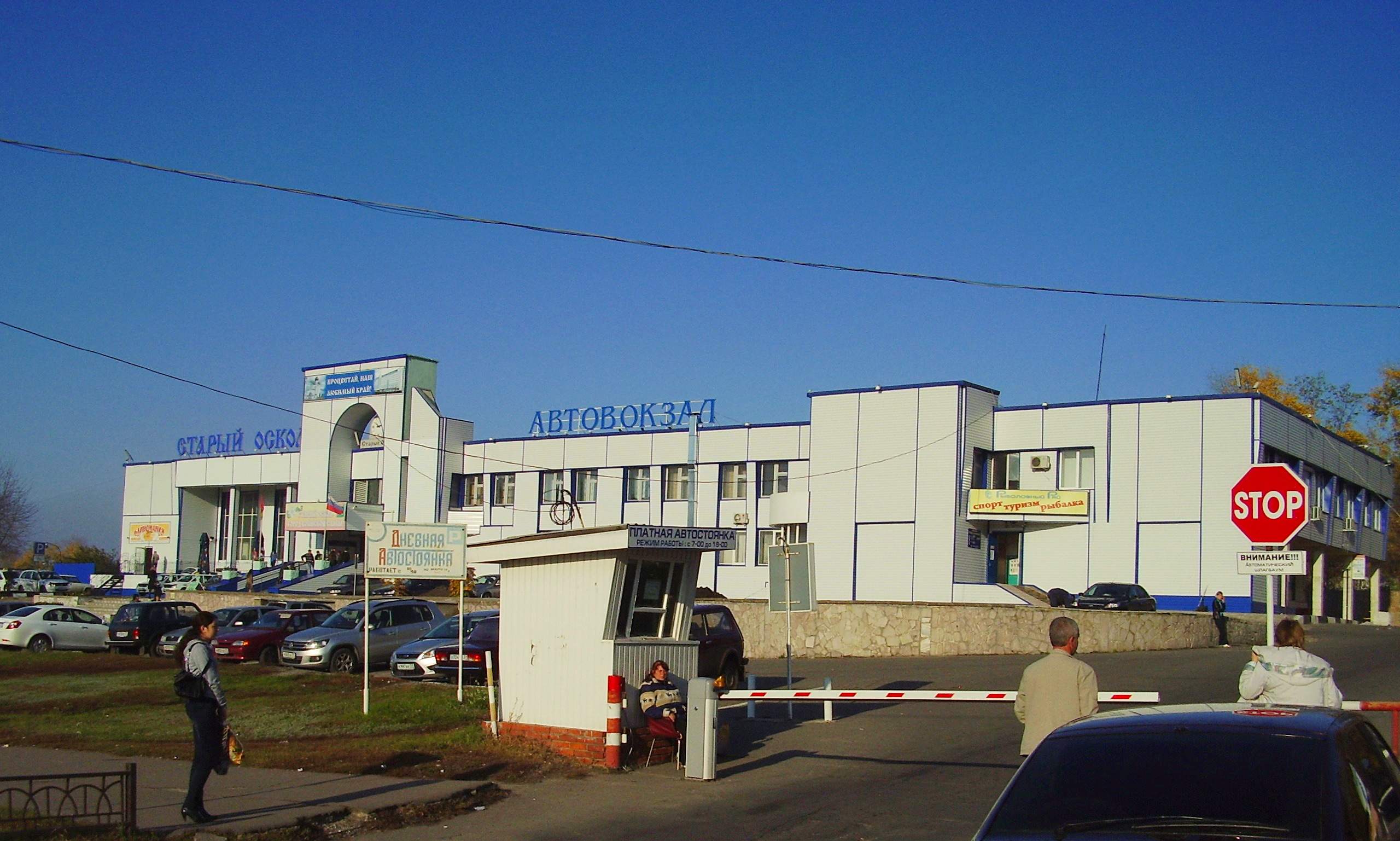
Автовокзал Старого Оскола после реконструкции

В настоящее время в городе имеется разветвленная сеть городских и пригородных автобусных маршрутов. Большинство пассажирских перевозок в городе осуществляется частными маршрутными такси.
Работает автовокзал, обслуживающий пригородные, междугородние и международные маршруты.
Аэропорт
В Старом Осколе действует аэропорт. Код ИКАО — UUOS; внутренний код — СОЛ. Аэропорт способен принимать воздушные суда: Ан-2, Ан-12, Ан-24, Ан-26, Ан-74, Ил-114, Як-40.
Троллейбус

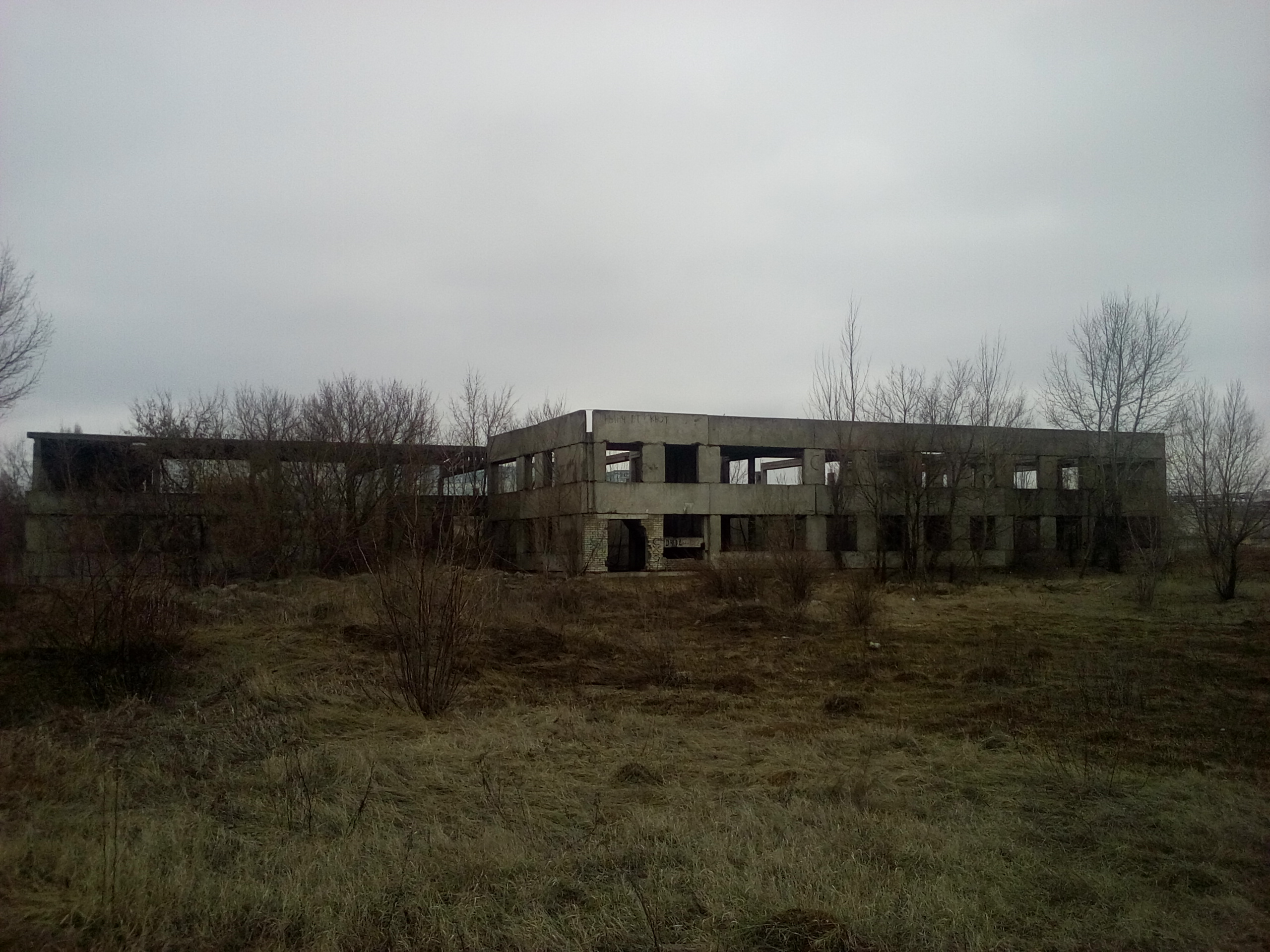
Недостроенное здание троллейбусного депо

В 1989—1994 годах в юго-западной части города создавалась сеть троллейбусных линий, было закуплено 8 троллейбусов для движения по маршруту: Слобода Ямская — СОАТЭ — Слобода Гумны — микрорайон Приборостроитель — проспект Губкина — Стойленский ГОК — ОЗММ. Однако из-за отсутствия средств на эксплуатацию троллейбусов строительство прекратилось. В 2008—2009 году была повторена попытка создания троллейбусного движения, также оказавшаяся безуспешной. Последние линии были разобраны в 2009 году. Троллейбусное депо так и не было достроено, а троллейбусы стояли у территории депо.

## Образование

Герб города на эмблеме кадетского корпуса

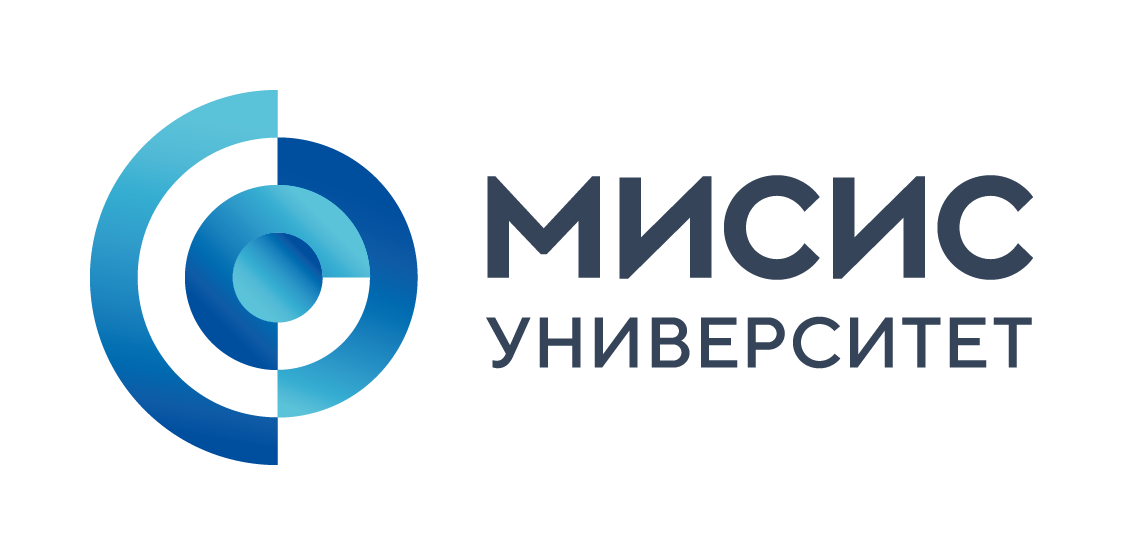
Логотип СТИ НИТУ МИСиС

Образованием в городе руководит управление образования администрации Старооскольского городского округа. За качеством образования следит Старооскольский центр оценки качества образования (СЦОКО). Центр психолого-медико-социального сопровождения оказывает психологическую помощь детям и подросткам.
В городе насчитывается дошкольных образовательных учреждений — 58, общеобразовательных учреждений — 31 (на 2023).
Учреждения профессионального образования
- Оскольский политехнический колледж
- Старооскольский индустриально-технологический техникум
- Старооскольский геологоразведочный техникум им. И. И. Малышева
- Старооскольский медицинский колледж
- Старооскольский педагогический колледж
- Старооскольский техникум технологий и дизайна
- Старооскольский техникум агробизнеса, кооперации и сервиса

Высшие учебные заведения
- Старооскольский технологический институт НИТУ МИСиС
- Российский государственный геологоразведочный университет имени Серго Орджоникидзе (филиал)
- Белгородский государственный университет (филиал)
- Воронежский экономико-правовой институт (филиал)

## Религия
В Старом Осколе преобладающей конфессией является православие, представленное Белгородско-Старооскольской епархией Русской Православной Церкви. В городе действуют следующие храмы:
- Кафедральный собор Александра Невского — главный храм города
- Свято-Троицкий храм — старейший храм города и один из старейших храмов епархии
- Крестильный храм святой равноапостольной княгини Ольги и мученицы княжны Анастасии
- Крестовоздвиженский храм
- Ильинский храм
- Вознесенский храм
- Свято-Никольский храм
- Никольский храм
- Успенский храм
- Храм Рождества Христова
- Храм преподобного Сергия Радонежского
- Ротонда на месте разрушенной покровской церкви
- Храм Рождества Иоанна, Предтечи и Крестителя Господня
- Храм великомученика Феодора Стратилата

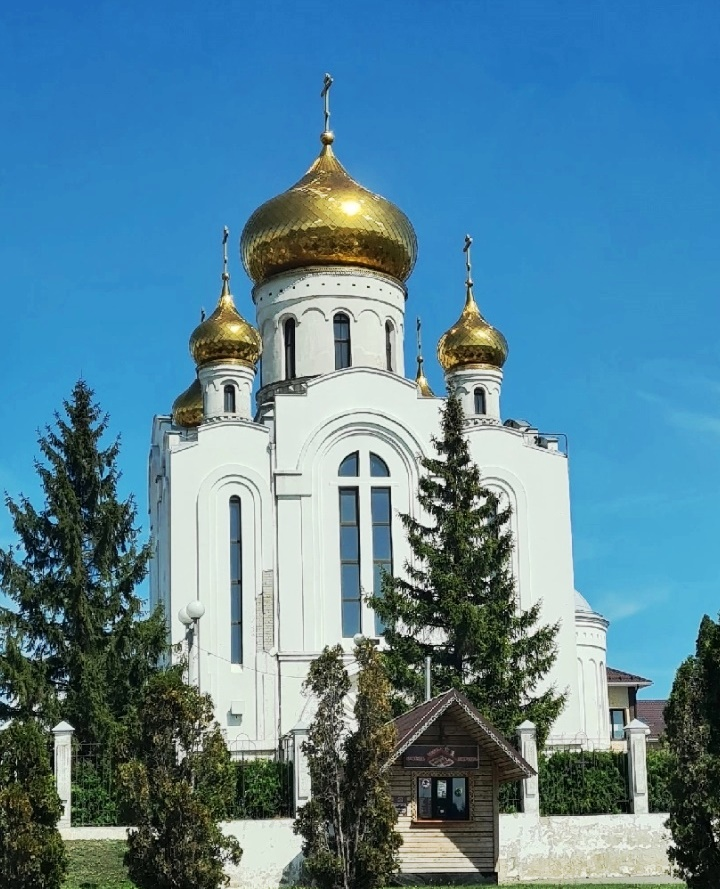
Храм Рождества

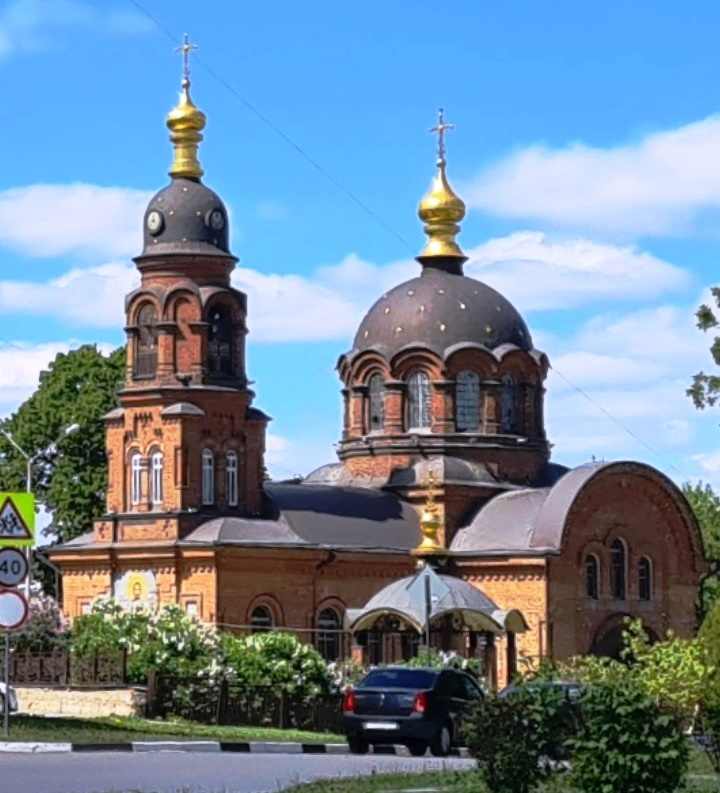
Храм св. Александра Невского

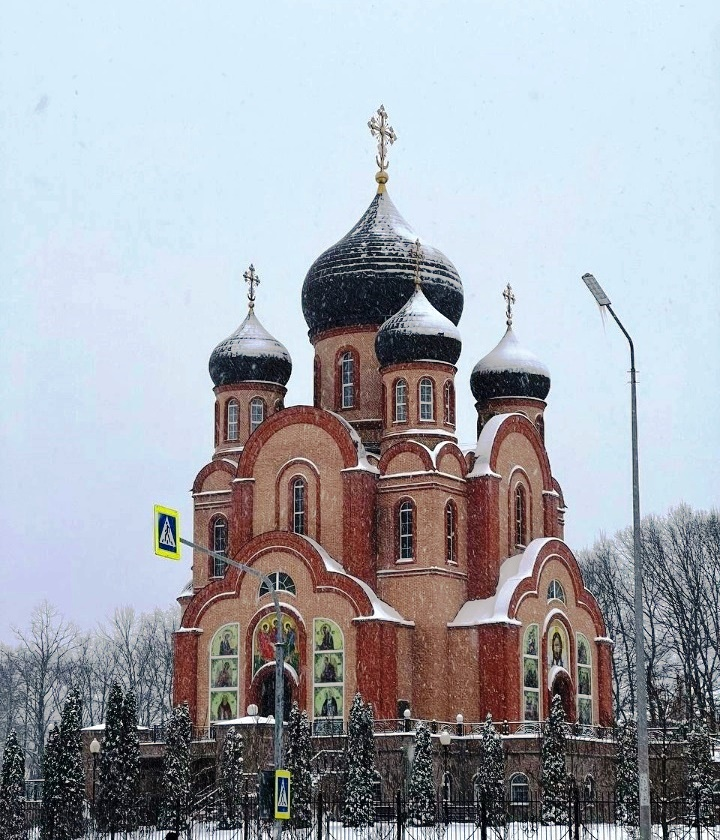
Храм св. Сергия Радонежского Оскол

Также действует часовня святителя Луки Крымского около городской больницы № 2 в юго-западной части города.

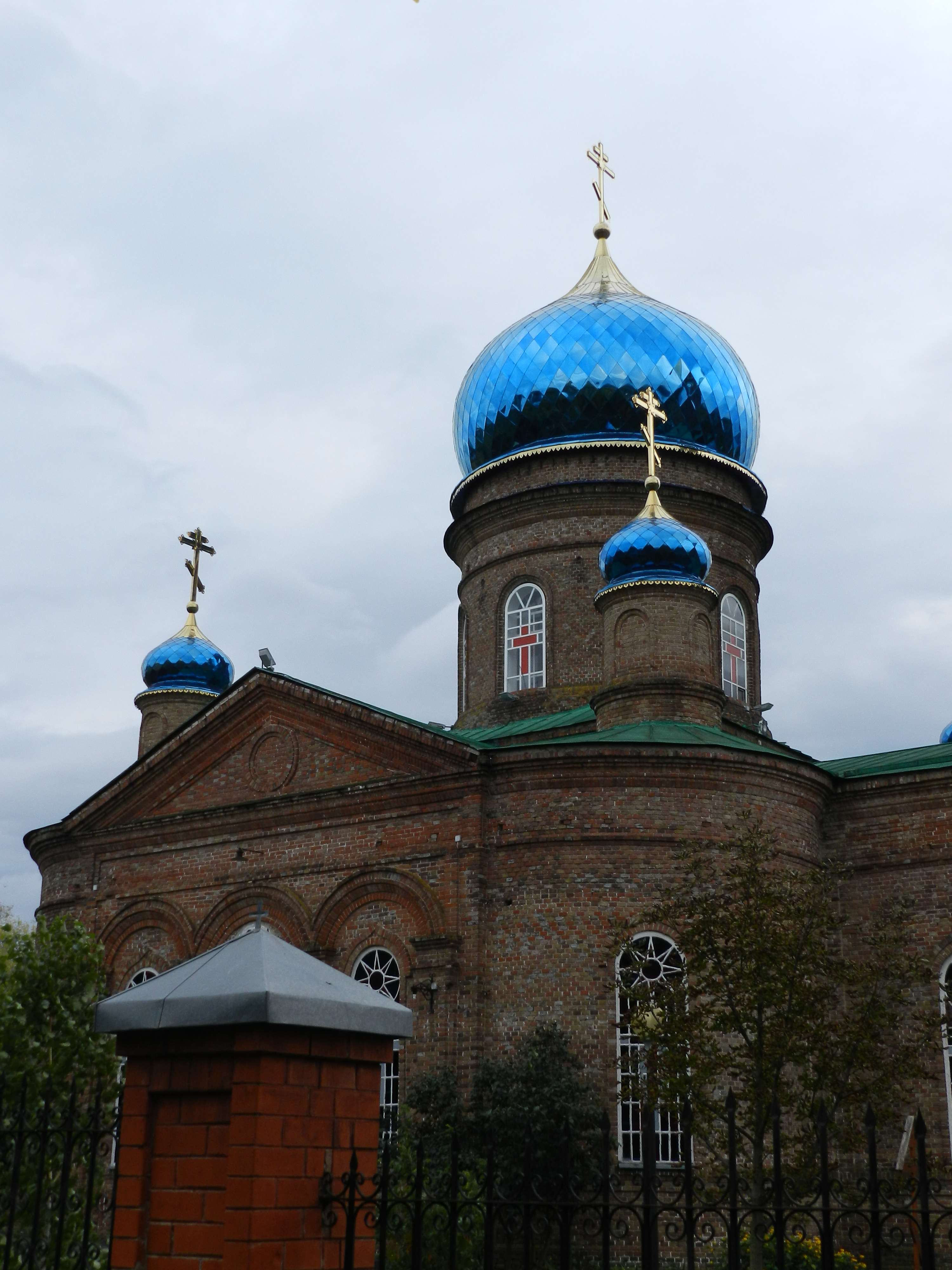
Вознесенский собор

В период с 1937—1939 годы в Старом Осколе были разрушены:
- Богоявленский кафедральный собор (1840—1938)
- Казанско-Николаевский собор (1802—1937)
- Успенская церковь (1765—1937)
- Благовещенско-михайловская церковь (1809—1940-е)
- Покровская церковь (1783—1940-е)
- Ахтырская церковь (1822—1938)

С 13 декабря 1929 по 14 сентября 1937 года действовала викарная Старооскольская епархия в составе Курской епархии. Её возглавляли за это время:
1. Епископ Онуфрий (Гагалюк) (13.12.1929-27.06.1933), расстрелян 01.06.1938, приличен РПЦ к лику святых в 2000 году.
2. Епископ Митрофан (Русинов) (11.08.1933-14.09.1937), расстрелян 23.06.1938.

Старый Оскол является вторым городом Белгородской и Старооскольской епархии Белгородской митрополии и управляется митрополитом Иоанном.

## Культура и отдых

###### Дворцы культуры
- Дворец культуры «Комсомолец»[71]
- Дворец культуры «Молодёжный»[72]

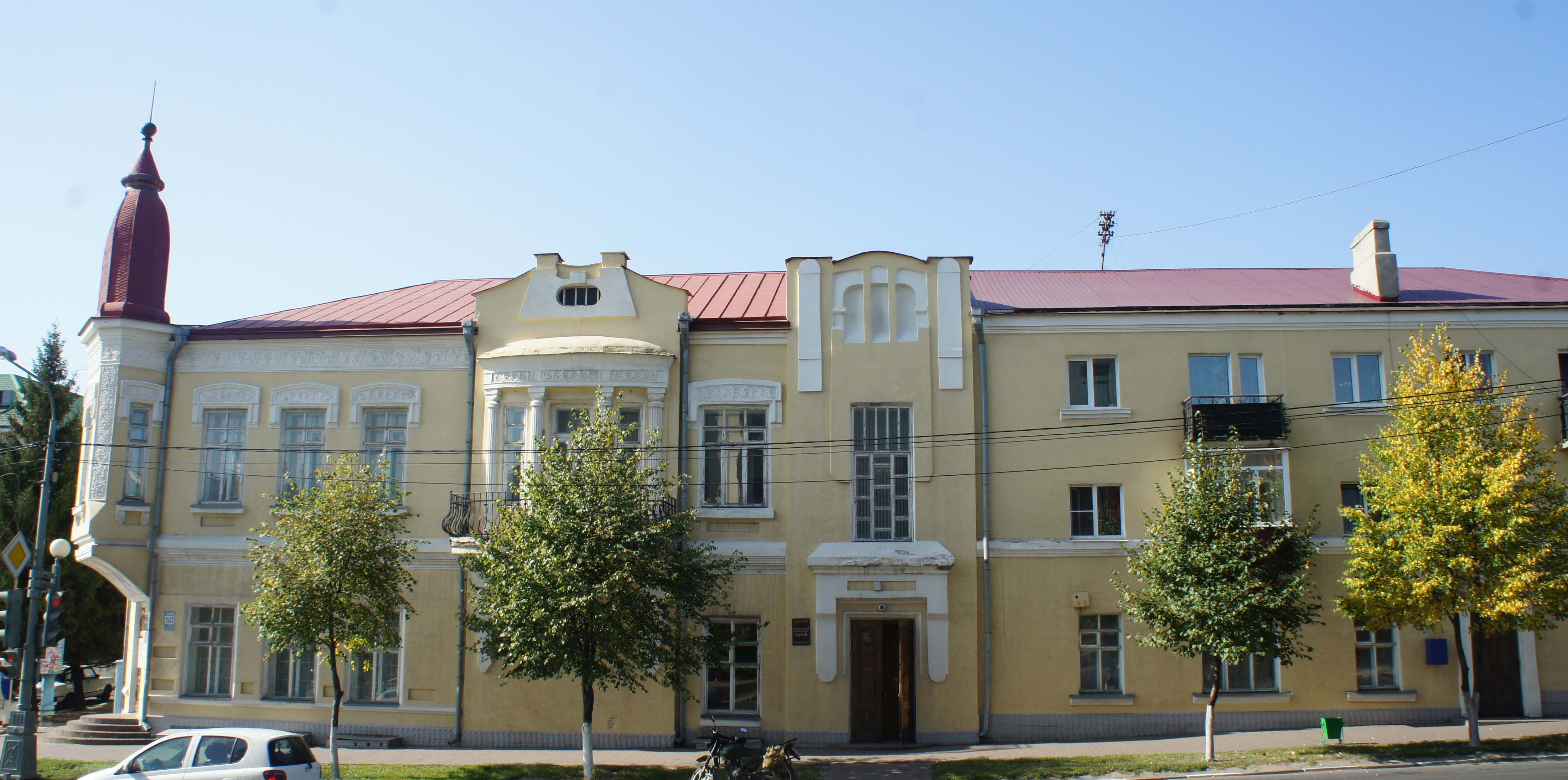
Старооскольский Краеведческий музей

- Центр культуры и искусств (бывш. ДК «Горняк»)[73]

###### Музеи

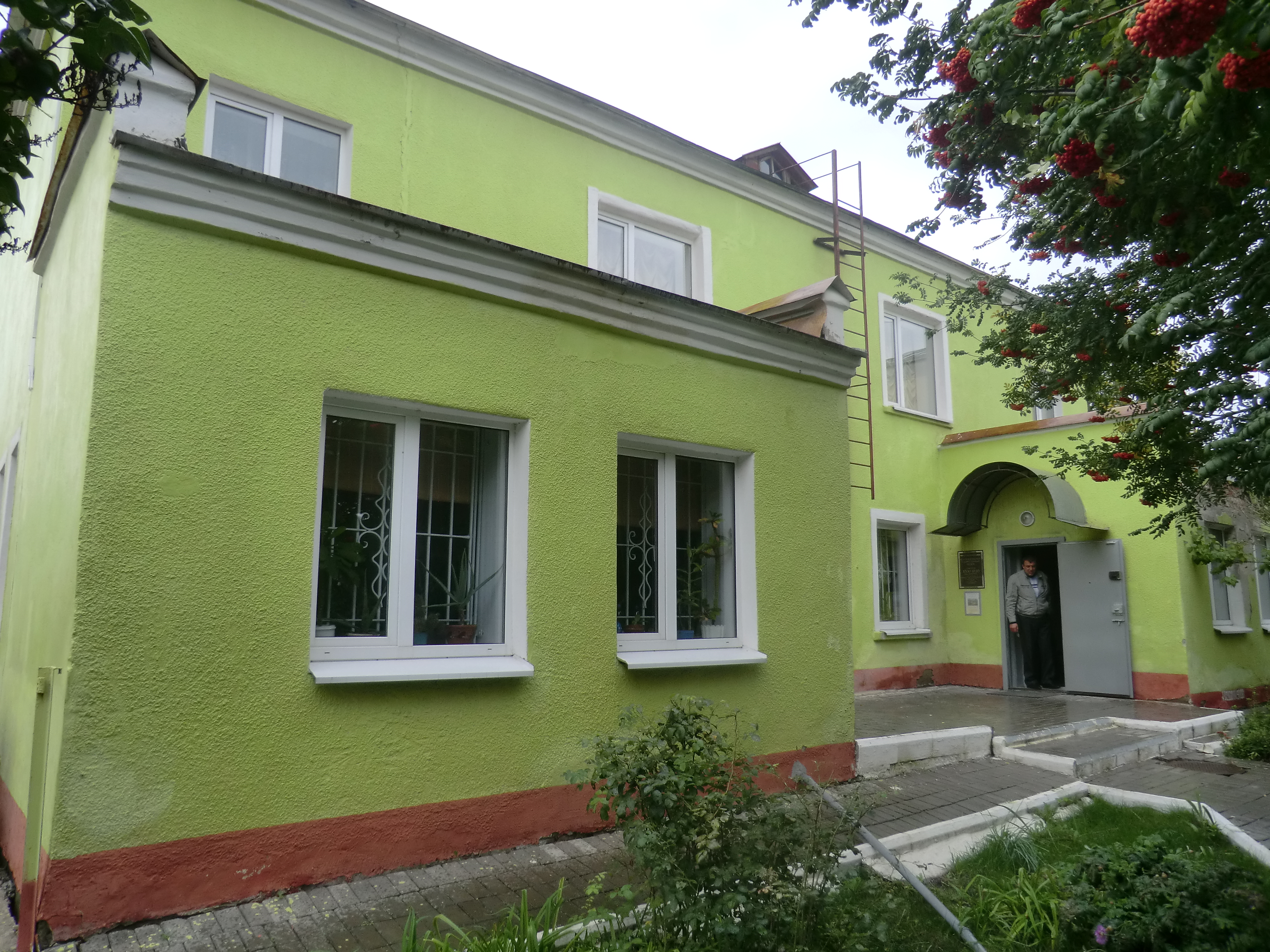
Художественный музей до реконструкции

- Старооскольский краеведческий музей[74]
- Дом-музей В. Я. Ерошенко[75]
- Дом-музей Ф. И. Наседкина — музей Знаменки
- Старооскольский художественный музей[76]
- Минералогический музей КМА
- Музей палеонтологии Стойленского ГОКа
- Мемориальный музей ОЭМК имени Алексея Угарова
- Музей народного образования
- Этнографический музей «Наследие»
- Исторический музей «Осколье»
- Музей «Железно!»[77]

###### Городские библиотеки
В городе действуют 14 библиотек.

###### Театры
В городе работает Старооскольский театр для детей и молодёжи имени Б. И. Равенских.

###### Кинотеатры
Кинотеатр «Чарли» в ТРЦ «Боше».
В 2016 году в ТРЦ «Маскарад» открылся кинотеатр сети «5-Синема».
Кинотеатр «Октябрь» существовал с 1961 по 2009 год. С 2015 года в этом здании разместился Центр молодёжных инициатив. С 1981 по 2021 годы работал кинотеатр «Быль».

###### Парки и зоны отдыха
С 2008 года на хуторе Чумаки работает Старооскольский зоопарк. В 1975 году на хуторе Ильины заложен дендропарк, в 2009 году на его территории создана Особо охраняемая природная территория Дендрологический парк "Парк «Ильины».

###### Старый Оскол упоминается в художественной литературе
- А. Владимиров. «Тёмный лик двойника».
- Ф. Наседкин. «Великие голодранцы».
- А. Платонов. «Река Потудань».
- Д. Зарубин. «Партизаны Оскольского края. Архивы ФСБ свидетельствуют».
- Д. Зарубин. «Июль 1942. Старый Оскол».
- Д. Зарубин. «Лицом к лицу».
- В. Шалыгин. «Прорыв. Штормовое предупреждение»[81].

## Достопримечательности
Памятники
- Мемориальный комплекс «Атаманский лес» (1943—1965) — построен в память погибших в ходе обороны Старого Оскола (1942 год) и освобождения города от германско-венгерских оккупантов (1943 год), находится на месте братской могилы — Южная объездная дорога, сл. Ямская.

Ансамбль площадь Победы и просп. Победы (мкр. Жукова):

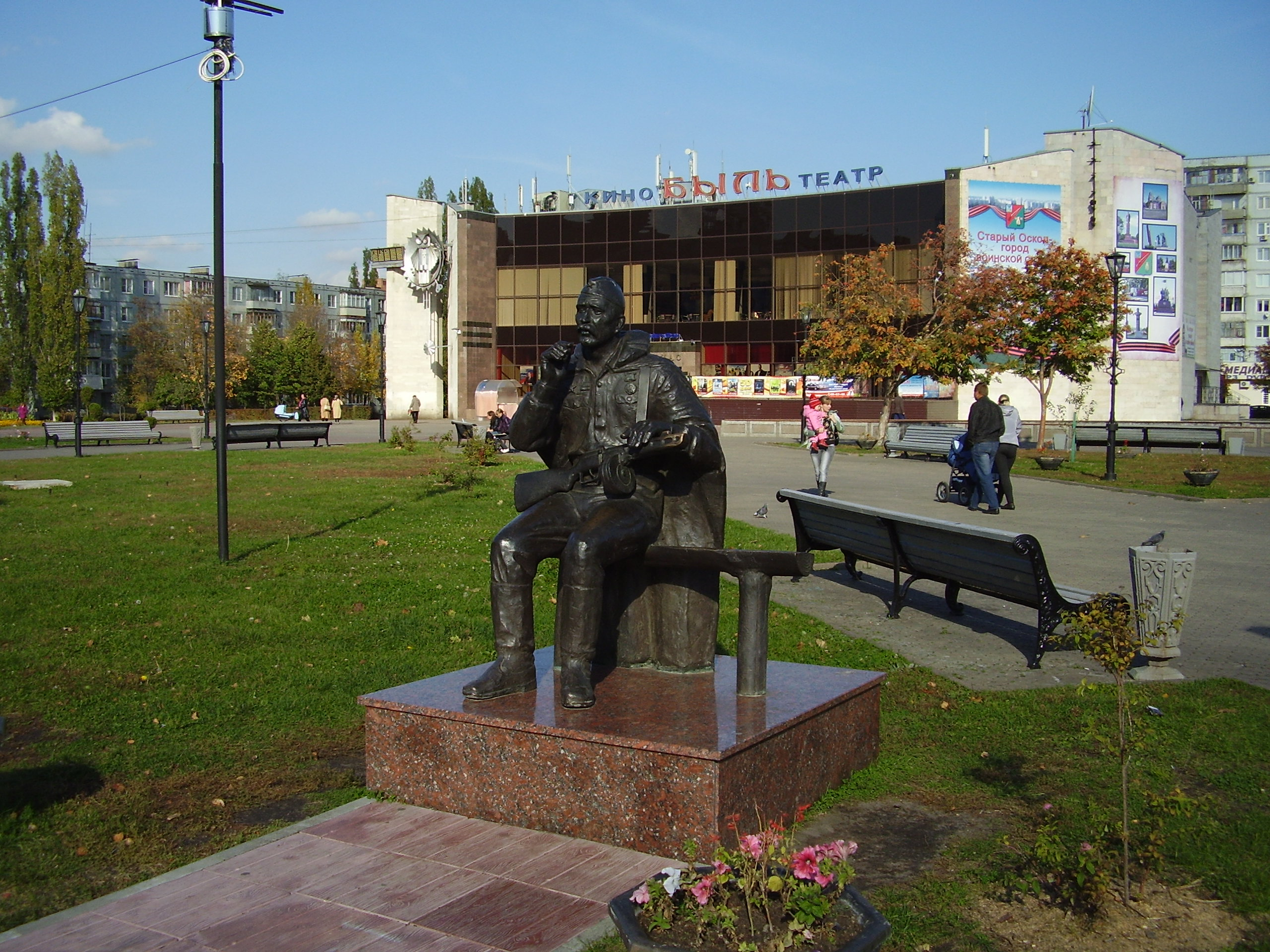
Скульптура «После боя»

Памятник, Г. К. Жукову (1988) — первый памятник Г. К. Жукову в СССР
- Аллея Славы Старооскольцев — Героев Советского Союза (2008—2009)
  - Г. И. Шуваеву — Герою России (2023)
- Стела «Город воинской славы» (2011)
- Скульптурная композиция «После боя» (2012)[82]

Ансамбль Новой дороги:
- Скульптурная композиция «22 июня 1941 года» (перекрёсток ул. Шухова и просп. Молодёжный) (2011)[82]
- Женщинам-железнодорожницам в память о строительстве Дороги Мужества (2008)[82] — перекрёсток ул. 8 Марта и ул. И. Прядченко
- «Качели» — памятник детям войны (Студенческий сквер, пр. Молодёжный) (2014)

Ансамбль исторического центра:

Монумент советско-болгарской дружбы

- Отцам-основателям города: Ивану Мясному, Ивану Солнцеву-Засекину и Михаилу Нечаеву (2009)[82] — пл. Октябрьская
- Н. Ф. Ватутину у входа на стадион имени Ватутина (сл. Казацкая, ул. Ленина) (1993)
- Воинам-интернационалистам — ул. 9 Января/ул. Пролетарская (2009)
- Памятный знак в честь погибших моряков Российского флота — на городской набережной (квартал Старая Мельница, ул. Комсомольская)
- «Первая руда» (ул. 9 Января/ул. Ленина) (1968)
- Памятник депутатам Казацкого сельсовета, расстрелянным во время немецко-фашистской оккупации (ул. Мира, Казацкие бугры) (1944)
- Купцу Симонову (Ахтырское кладбище, пер. Интернациональный) (1910)
- Работникам мехзавода, погибшим в годы Великой Отечественной войны (ул. Ленина)
- В. И. Ленину (ул. Ленина)
- Памятник медицинской сестре (территория медицинского колледжа)[82]
- П. И. Ягужинскому (сквер «Театральный», в районе городской администрации)
- Дом купца Дягилева — памятник истории и культуры регионального значения, на улице Ленина

Железнодорожный район:
- Железнодорожникам, погибшим в годы Великой Отечественной войны (ул. Победы) (1965)
- Николаю Михайловичу Емельянову, почётному железнодорожнику, начальнику Старооскольской дистанции пути (2023 год) — привокзальная площадь
- Труженикам тыла и строителям «Дороги мужества» в годы Великой Отечественной войны 1941—1945 г.г. (2023) — привокзальная площадь[83]
- Полноразмерная модель бронепоезда «Московский метрополитен» на базе паровоза Эр796-43 (2023)
- Модель «паровоза Черепановых» (2023) — локомотивное депо
- Трудовой славы железнодорожников: Паровоз СУ-211-75 на постаменте (1979) — парк Железнодорожников, ул. Стадионная

Северо-Восточный район:
- 17 героям-бронебойщикам (разъезд Набокино, ул. Текстильная)
- Памятник-генералу Василию Маргелову[82] (на пересечении улиц Ерошенко и Шухова)
- А. С. Пушкину в сквере Пушкина (просп. Победы, мкр. Королёва)[84]
- В. Н. Цыцугину (мкр. Степной, просп. В. Цыцугина) (2016)[82]
- Памятная доска в честь А. С. Пушкина на здании Пушкинской библиотеки (просп. А. Угарова, мкр. Жукова) (1999)
- В. Я. Ерошенко — перекрёсток ул. Ерошенко, ул. Мирная, ул. Сталеваров, ул. Рождественская (в районе ТЦ Строймаркет, мкр. Королёва)[85]
- Н. П. Шевченко (в районе дворца загса торжеств, мкр. Надежда, просп. Н. Шевченко) (2022)
- Угарову Алексею Алексеевичу (сквер «Асеновград», микрорайон Солнечный)[86]
- Русским космонавтам в парке Космонавтики (мкр. Королёва, просп. А. Угарова)
- Памятник «Ожидание» (территория перинатального центра)[82]

Дубрава-Космос и Лесная Поляна, Незнамовская, Котельская и Обуховская СТ:
- Алексею Угарову — проспект Алексея Угарова, 216 (возле заводоуправления ОЭМК)
- Стела кузнецов Завода декоративных конструкций, автомобильное кольцо БСИ

Юго-Западный район:
- Г. Димитрову (мкр. Интернациональный, школа № 11)
- Монумент советско-болгарской дружбы (1979) — бульвар Дружбы
- Мемориал Великой Отечественной войны — просп. Комсомольский
- Монумент ликвидаторам катастрофы на Чернобыльской АЭС (2020) — мкр. Парковый, в районе ДК Комсмолец
- Ф. Дзержинскому — ул. Ватутина, отдел УМВД

Ансамбль парка Воинской Славы (ул. Ленина):
- Святому Александру Невскому (2010)[82]
- Чернобыльцам (1996)
- Пограничникам (2005)
- «Скорбящая мать» (1985) — в память о расстреле мирных жителей фашистскими захватчиками

Также на постаментах в городе установлены БМП-1 (ул. 9 Января/ул. Ерошенко), БМД-1 (на пересечении улиц Ерошенко и Шухова), две 76-мм дивизионные противотанковые пушки образца 1942 года ЗИС-3 (у Мемориального комплекса «Атаманский лес»), Т-55 (ул. Хмелёва/Московское шоссе) и МиГ-23 (на въезде в город со стороны с. Каплино возле авторынка).

## Спортивные учреждения
- МОУ ДОД ДЮСШ «Спартак»
- МОУ ДОД ДЮСШ «Молодость»
- МОУ ДОД ДЮСШ «Лидер»
- МОУ ДОД СДЮСШОР № 1

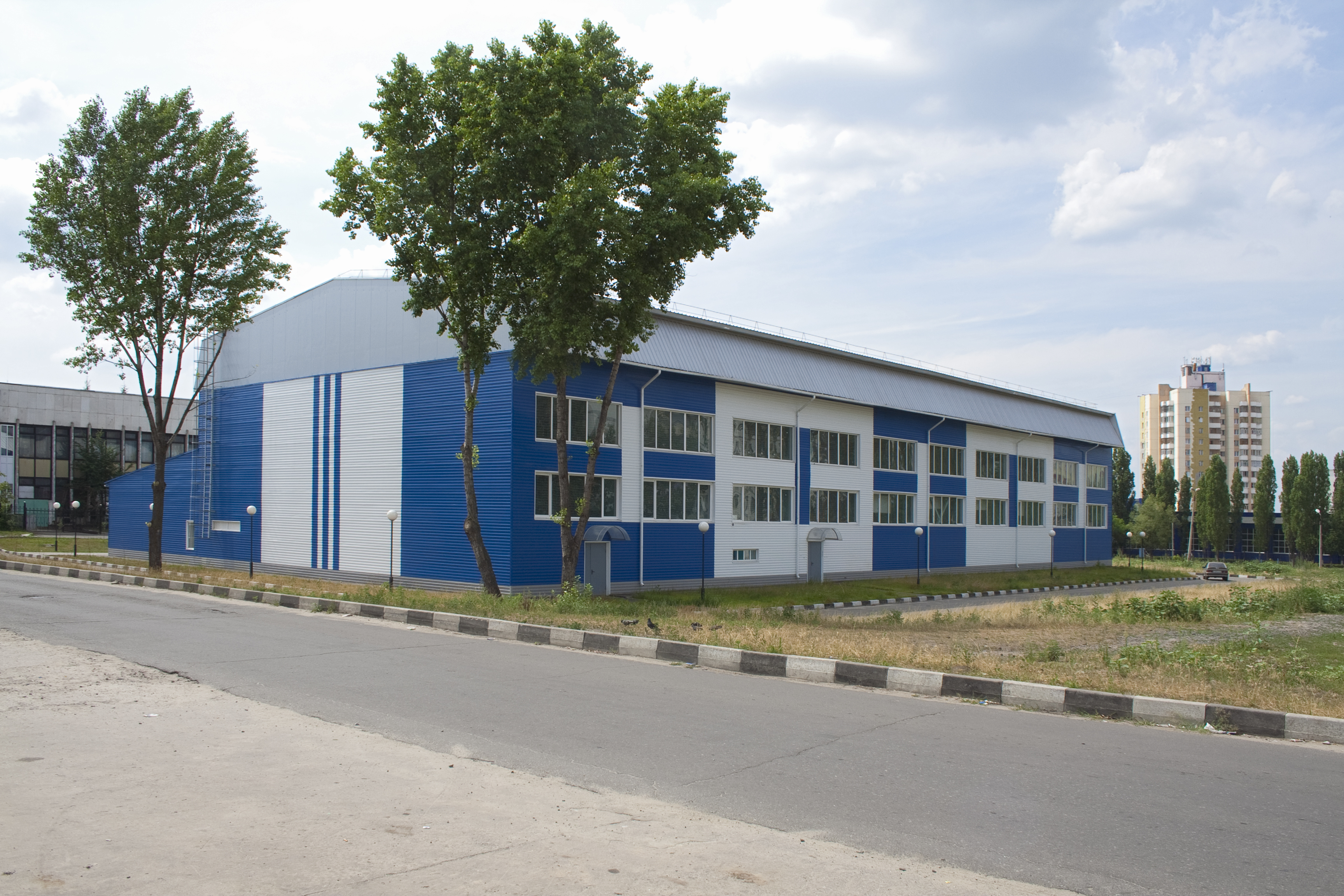
ФОК «Студенческий»

- МОУ ДОД СДЮСШОР № 2 (бывш. ДК Железнодорожник)
- МОУ ДОД СДЮСШОР «Золотые перчатки»
- МОУ ДОД СДЮСШОР «Юность»
- МБОУ ДОД «Центр детского и юношеского туризма и экскурсии»

- Центр туризма «Штурм»

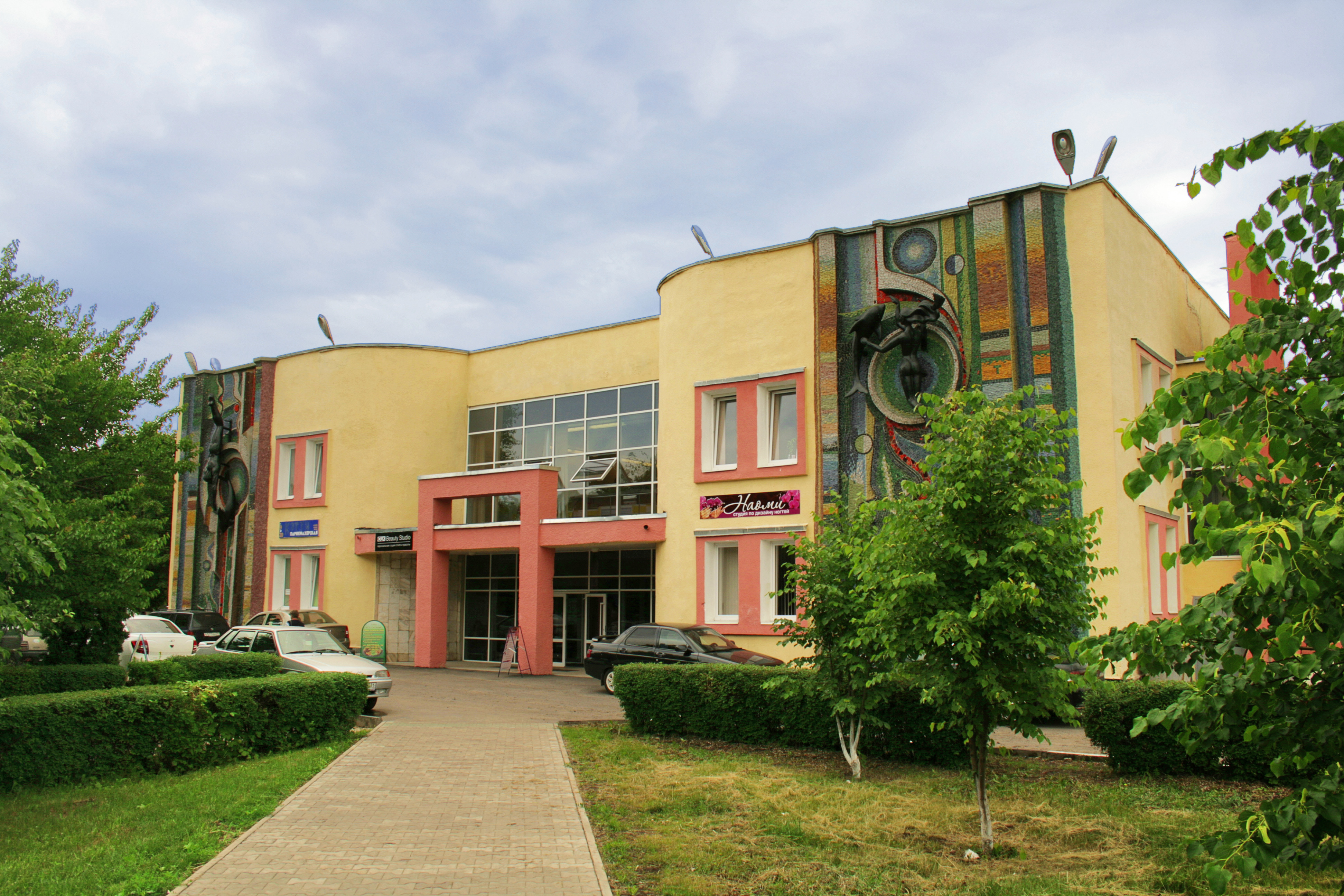
Бассейн «Дельфин»

- Центр футбольного мастерства «Оскол» — стадион им. Ватутина
- Батутный комплекс «УЛЕТ» в ТРЦ «Боше»
- Арена «ЛазерТаг» в ТРЦ «Боше»
- Боулинг-клуб «STREET№ 17» в ТРЦ «Боше»
- Фитнес-клуб X-Fit в ТРЦ «Боше»
- Фитнес-клуб Fit-Mix в ТРЦ «Mix»
- Шахматно-шашечный клуб
- Дворец спорта КМАпроектжилстроя
- Дворец спорта ОЭМК им. Александра Невского
- Дворец спорта «Аркада»
- Дворец водного спорта ОЭМК
- Бассейн «Дельфин»
- Спортклуб «Витязь»
- Спортивно-оздоровительный комплекс «Белогорье»
- Спортивно-оздоровительный комплекс «Звёздный»
- Физкультурно-оздоровительный комплекс «Георгиевский»
- Физкультурно-оздоровительный комплекс «Студенческий»
- Физкультурно-оздоровительный комплекс Стойленского ГОКа
- Спортивно-развлекательный центр «Айсберг»
- Стадион «Спартак»
- Стадион «Локомотив»
- Теннисный центр «ТенХаус»
- Стадион «Индустрия строительства»

## Органы местного самоуправления
17 марта 1996 года состоялись выборы депутатов территориального Совета города Старый Оскол и Старооскольского района, в результате которых был избран 21 депутат.
20 марта 1996 года были официально объявлены итоги выборов главы местного самоуправления:
- И. А. Гусаров набрал 35 % голосов,
- И. Н. Жихарев — 22,8 %,
- Н. П. Шевченко — 39,4 %.

Число голосов избирателей, поданных против всех кандидатов составило 2,8 %. Таким образом, главой местного самоуправления города стал Н. П. Шевченко. 22 марта 1996 года состоялась первая оперативка с участием избранного мэра Старого Оскола.
3 апреля 1996 года в торжественной обстановке состоялось открытие первой сессии территориального Совета депутатов города Старый Оскол и Старооскольского района.
4 декабря 2011 года в городе прошли выборы в Государственную думу Федерального Собрания VI созыва, на которых с результатом 35,4 % выиграла Единая Россия.

### Администрация
В мае 2013 года уходит в отставку третий мэр города Павел Шишкин. В сентябре того же года на выборах главы города победил генерал-лейтенант налоговой службы А. В. Гнедых.

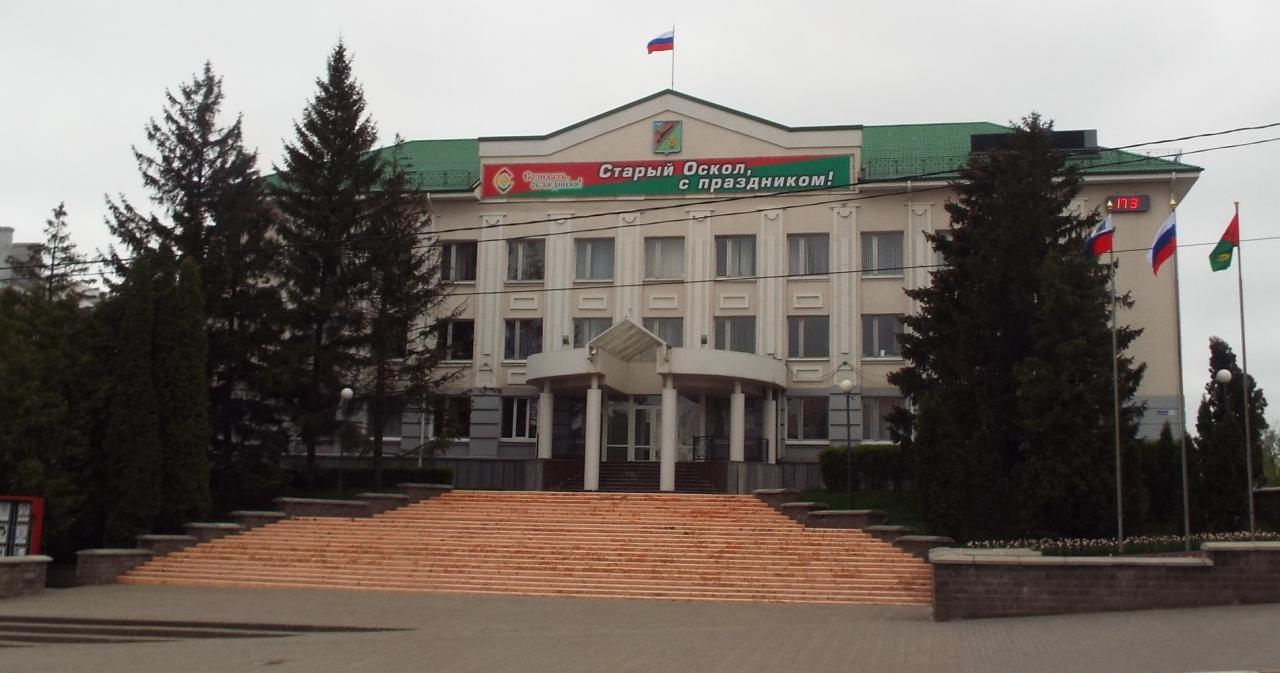
Здание Администрации города Старого Оскола

В ноябре 2017 года уходит в отставку Александр Гнедых. Новым главой города стал Александр Сергиенко, пробывший в должности до декабря 2021 года. 26 января 2022 года большинством голосов депутаты старооскольского Совета выбрали главой администрации округа Андрея Валерьевича Чеснокова.
В декабере 2024 года, губернатор белгородской области объявил об отставке Андрея Чеснокова и своём предложении возглавить старооскольскую администрацию бывшему главе Шебекинского городского округа Владимиру Николаевичу Жданову.

### Законодательная власть
Законодательную власть в городе и округе осуществляет Совет депутатов Старооскольского городского округа. Является преемником Совета депутатов муниципального района «Город Старый Оскол и Старооскольский район». С декабря 2007 года по октябрь 2012 года действовал Совет в своём I созыве. Мест в Совете — 25. Избирались по партийным спискам.
Выборы в Совет депутатов Старооскольского городского округа второго созыва состоялись 14 октября 2012 года. Депутаты избирались по смешанной избирательной системе сроком на 5 лет. 12 депутатов избирались по одномандатным избирательным округам, 13 депутатских мандатов распределились в соответствии с законодательством между списками кандидатов, выдвинутыми политическими партиями, пропорционально числу голосов избирателей, полученных каждым из списков кандидатов.
Выборы в Совет депутатов Старооскольского городского округа третьего созыва состоялись 11 сентября 2022 года. Председатель Совета депутатов Старооскольского городского округа Т. И. Карпачёва.

## Почётные звания города
- Город воинской славы — с 5 мая 2011 года, в соответствии с указом Президента РФ № 588 «О присвоении г. Старый Оскол почётного звания Российской Федерации». Этого отличия он удостоен за мужество, стойкость и массовый героизм, проявленные защитниками города в борьбе за свободу и независимость Отечества.
- Город трудовой славы (также Город трёх комсомольских строек) — неофициальное звание в память о героическом труде комсомольцев-энтузиастов на трёх Всесоюзных стройках — Стойленский и Лебединский ГОК, ОЭМК.
- Экономическая столица Белгородской области — оценка Старого Оскола как города, на долю которого приходится примерно 40 процентов промышленного производства и валового регионального продукта Белгородской области.
- Корона святого Иштвана — официальное звание Старого Оскола в годы оккупации в годы Великой Отечественной войны, данное по указу регента Венгерского королевства Миклоша Хорти в 1942 году и использовавшееся венгерской пропагандой.

## СМИ
Актуально на 01.07.2022

### Радиостанции
- 87.7 Дорожное радио
- 89.1 Радио Искатель
- 89.5 Love Radio
- 90.2 Радио Рекорд
- 90.6 Радио Дача
- 100.4 Маруся FM
- 101.8 Радио Парнас
- 103.1 Европа Плюс
- 104.0 Радио Вера
- 104.5 Авторадио
- 105.0 Радио Маяк
- 105.5 Русское радио
- 106.5 Вести FM
- 107.0 Радио России / ГТРК Белгород
- 107.4 Радио Мира Белогорья
- 107.9 Радио Ваня

Также можно попробовать принять следующие радиостанции из других городов, но сигнал заметно слабее:
- 69.23 Авторадио + Лебединская волна, Губкин
- 72.41 Радио России + ГТРК Курск, Кшенский
- 88.2 Дорожное радио, Губкин
- 88.6 Радио Комсомольская Правда, Губкин
- 89.9 Comedy Radio, Губкин
- 91.3 RFM, Губкин
- 94.8 Маруся FM, Губкин
- 99.4 Радио ENERGY, Губкин
- 100.0 Радио Дача + Радио Губкина, Губкин
- 101.0 Наше Радио Курск Мантурово Курская область
- 106.0 Love Radio, Губкин

### Телеканалы
- 35 (586 МГц), DVB-T2, РТРС-1
- 58 (770 МГц), DVB-T2, РТРС-2
- 6 (175.25 МГц) Суббота!
- 9 (199.25 МГц) Продвижение + Девятый Канал

### Газеты и журналы
- «Бизнес-центр Старый Оскол — Губкин — Белгород»;
- «Большая руда» (Стойленский ГОК);
- «Веснушка»;
- «Зори» (издательский дом «Оскольский край»);
- «Курьер Belg.ru»;
- «Новости Оскола»;
- «Ориентир» (СОАТЭ);
- «Оскольский коммерсант»;
- «Православное Осколье» (Московский Патриархат, Белгородская и Старооскольская епархия);
- «Путь Октября» (издательский дом «Оскольский край»);
- «Рабочая трибуна» (Лебединский ГОК);
- «Русская Реклама»;
- «Старооскольский технолог» (СТИ НИТУ «МИСиС»);
- «Электросталь» (ОЭМК).

## Города-побратимы и города-партнёры
Города-побратимы
- Германия, Зальцгиттер — 1987 год
- Болгария, Асеновград — 1989 год
- Финляндия, Мянття-Вилппула — 1989 год

Города-партнёры
- Бирюч (Россия) — сотрудничество в культурной сфере
- Богучар (Россия) — шефство и помощь 10-й гвардейской танковой дивизии
- Брянск (Россия) — транспортное сотрудничество
- Воронеж (Россия) — транспортное сотрудничество
- Губкин (Россия) — партнёрство в сфере промышленности и торговли
- Кишинёв (Республика Молдова) — транспортное сотрудничество
- Курск (Россия) — историко-культурное сотрудничество
- Новый Оскол (Россия) — партнёрство в сфере проведения регионального этапа Всероссийской олимпиады школьников
- Севастополь (Россия/Украина[96]) — шефство и помощь военно-морским базам Севастополя, экономическое сотрудничество с Севастопольским горсоветом
- Тирасполь (ПМР/Республика Молдова) — партнёрство в сфере межнационального сотрудничества и транспорта

## Известные люди
- Воронов, Владимир Михайлович — главный тренер титулованного чемпиона по смешанным единоборствам Фёдора Емельяненко, заместитель начальника ФОК ОЭМК по спортивной работе. Вице-президент областной федерации самбо и дзюдо, тренер команды клуба «Александр Невский — ОЭМК».
- Гусаров, Иван Афанасьевич — глава местного самоуправления города Старый Оскол и Старооскольского района (1992—1996).
- Емельяненко, Александр Владимирович — российский боец смешанных единоборств.
- Емельяненко, Федор Владимирович — российский спортсмен, четырёхкратный чемпион мира по смешанным боевым искусствам, депутат государственной думы.
- Клюка, Фёдор Иванович — руководитель Стойленского ГОКа (1988—2003), президент Союза горнопромышленников России, президент ассоциации «Агропромышленная корпорация Стойленская нива», президент ООО «Управляющая холдинговая компания „ПромАгро“». В списке 100 богатейших бизнесменов России 2004 находился на 98 месте.
- Кузякин, Гавриил Васильевич — подполковник, участник Польского похода РККА, советско-финской и Великой Отечественной войн. Герой Советского Союза (1940).
- Лямин, Василий Фёдорович — рабочий, делегат XXI съезда КПСС. За большой вклад в строительство Куйбышевской ГЭС ему присвоено звание Героя Социалистического Труда (1958). Председатель городского Совета ветеранов.
- Мамонов, Анатолий Михайлович — генеральный директор СОАТЭ. Заслуженный машиностроитель РФ. Депутат Верховного Совета РСФСР, депутат Белгородской областной думы.
- Наседкин, Филипп Иванович — писатель, член Союза писателей СССР.
- Угаров, Алексей Алексеевич — руководитель ОАО ОЭМК (1985—1999). Заслуженный металлург РФ. Почётный гражданин Белгородской области (2000).
- Шевченко, Николай Петрович — глава местного самоуправления города Старый Оскол и Старооскольского района (1996—2007).
- Быков, Николай Иванович — герой Великой Отечественной войны, полный кавалер ордена Славы.
- Кучерявченко, Кузьма Георгиевич — герой Великой Отечественной войны, полный кавалер ордена Славы[97][98].
- Марк Моисеевич Цехновицер — микробиолог, иммунолог, академик АМН СССР. Уроженец Старого Оскола.[99]